# Lista celor mai lungi poduri hobanate din lume
Lista celor mai lungi poduri hobanate din lume clasifică podurile și viaductele susținute de tiranți sau cabluri (hobane) pe de o parte în funcție de deschiderea lor maximă, iar pe de altă parte în funcție de lungimea platformei (tablierului). 
Un pod hobanat are unul sau mai mulți piloni (stâlpi, turnuri) de pe care pornesc cablurile care susțin tablierul (platforma) podului. O trăsătură distinctivă sunt tiranții sau cablurile („hobane”) care rulează direct de la turn la platformă, formând un model asemănător unui evantai sau o serie de linii paralele. Acest tip de pod este diferit de podul suspendat, în cazul căruia cablurile care susțin puntea sunt suspendate vertical de cablurile principale, ancorate la ambele capete ale podului și desfășurate între piloni. Podul hobanat este optim pentru deschideri mai lungi decât în cazul podurilor în consolă sau arcuite, care ar deveni foarte grele, și mai eficiente decât în cazul podurilor suspendate, a căror cablare ar fi mai dificilă și mai costisitoare.
Un pod hobanat poate fi realizat dintr-o serie de secțiuni de lungimi egale sau diferite. Deschiderea maximă reprezintă valoarea cea mai mare dintre deschiderile fiecărei secțiuni de pod.
Lungimea traveei principale este cea mai comună modalitate de a clasifica podurile și viaductele, deoarece se corelează de obicei cu complexitatea inginerească implicată în proiectare și construcție. Dacă un pod are o deschidere mai mare decât un altul, nu înseamnă neapărat că acel pod este mai lung de la mal la mal față de celălalt.
Prima listă clasează podurile hobanate în funcție de deschiderea maximă și cuprinde două secțiuni, cea dintâi incluzând podurile hobanate finalizate, aflate în operare, iar cea de-a doua incluzându-le pe cele aflate în stadiu de construcție sau proiectare. Pentru ambele secțiuni au fost luate în considerare podurile și viaductele a căror deschidere maximă depășește lungimea de 500 de metri. Ordinea este descrescătoare, în funcție de valorile deschiderii maxime.
A doua listă clasează podurile hobanate în funcție de lungimea platformei (tablier), fiind luate în considerare podurile și viaductele a căror platformă depășește lungimea de 1.100 de metri. În cazul podurilor cu structură complexă, la calculul lungimii platformei au fost avute în vedere doar secțiunile susținute de hobane sau laterale (libere). Ordinea este descrescătoare, în funcție de valorile lungimii platformei.
Pentru ambele liste, nu au fost luate în considerare podurile extradosate. 

## Lista podurilor hobanate cu cea mai mare deschidere maximă din lume
| Imagine | Nume | Deschidere maximă (m) | Număr de piloni | An   | Locație                                                                 | Coordonate                                                | Țară                    | Observații | Note          |
|         | |                       |                 |      |                                                                         |                                                           |                         | |               |
| ------- | --- | --------------------- | --------------- | ---- | ----------------------------------------------------------------------- | --------------------------------------------------------- | ----------------------- | --- | ------------- |
|         | Podul Russki (în rusă Русский мост, transliterat: Russki most) | 1.104                 | 2               | 2012 | Vladivostok, Ținutul Primorie                                           | 43°3′47.6″N 131°54′26.8″E / 43.063222°N 131.907444°E      | Rusia                   | Cel mai lung pod hobanat din lume | [ S 1 ]       |
|         | Podul feroviar și rutier Shanghai-Suzhou-Jiangyin peste fluviul Yangtze (în chineză: 沪苏通长江公铁大桥, transliterat: Hù sū tōng chángjiāng gōng tiě dàqiáo)                                                                                 | 1.092                 | 2               | 2020 | Nantong - Suzhou, Jiangsu                                               | 32°00′17.1″N 120°42′50.1″E / 32.004750°N 120.713917°E     | China                   | Cel mai lung pod hobanat din China Autostrada Nantong-Wuxi, calea ferată Shanghai-Suzhou-Nantong, calea ferată Tongsu-Jiaxing-Ningbo | [ S 2 ] [ 1 ] |
|         | Podul rutier de pe autostrada Sutong peste fluviul Yangtze (în chineză: 苏通长江公路大桥, transliterat: Sū tōng chángjiāng gōnglù dàqiáo) | 1.088                 | 2               | 2008 | Suzhou - Nantong, Jiangsu                                               | 31°46′40.2″N 120°59′41.2″E / 31.777833°N 120.994778°E     | China                   | Autostrada Shenhai | [ S 3 ]       |
|         | Podul Stonecutters (în chineză: 昂船洲大橋, transliterat: Áng chuán zhōu dàqiáo) | 1.018                 | 2               | 2009 | Tsing Yi - Stonecutters (Ngong Shuen Chau)                              | 22°19′33.7″N 114°7′6″E / 22.326028°N 114.11833°E          | Hong Kong               | Hong Kong Route 8 | [ S 4 ]       |
|         | Podul Qingshan peste fluviul Yangtze (în chineză: 青山长江大桥, transliterat: Qīngshān chángjiāng dàqiáo) | 938                   | 2               | 2021 | Wuhan, Hubei                                                            | 30°40′47.8″N 114°28′00.4″E / 30.679944°N 114.466778°E     | China                   | Autostrada Națională S40, a patra șosea de centură Wuhan                                                                             | [ 2 ]         |
|         | Podul Edong peste fluviul Yangtze (în chineză: 鄂东长江大桥, transliterat: È dōng chángjiāng dàqiáo) | 926                   | 2               | 2010 | Huangshi, Hubei                                                         | 30°15′38.1″N 115°4′20.1″E / 30.260583°N 115.072250°E      | China                   | Autostrada Daqing–Guangzhou, Autostrada Shanghai–Chongqing                                                                           | [ S 5 ]       |
|         | Podul Jiayu peste fluviul Yangtze (în chineză: 嘉鱼长江大桥, transliterat: Jiā yú chángjiāng dàqiáo) | 920                   | 2               | 2019 | Jiayu, Hubei                                                            | 30°03′07.0″N 113°59′05.0″E / 30.051944°N 113.984722°E     | China                   | Autostrada Xianning-Honghu | [ 3 ]         |
|         | Podul Tatara (în japoneză 多々羅大橋, transliterat: Tatara ōhashi) | 890                   | 2               | 1999 | Insula Ikuchi, Prefectura Hiroshima - Insula Ōmishima, Prefectura Ehime | 34°15′35.7″N 133°3′52.6″E / 34.259917°N 133.064611°E      | Japonia                 | Autostrada Nishiseto | [ S 6 ]       |
|         | Podul Normandiei (în franceză Pont de Normandie) | 856                   | 2               | 1995 | Le Havre, Seine-Maritime - Honfleur, Calvados                           | 49°25′56.1″N 0°16′26.3″E / 49.432250°N 0.273972°E         | Franța                  | Autoroute 29, Drumul european E44 | [ S 7 ]       |
|         | Podul Chizhou peste fluviul Yangtze (în chineză: 池州长江大桥, transliterat: Chízhōu chángjiāng dàqiáo) | 828                   | 2               | 2019 | Chizhou - Zongyang, Anhui                                               | 30°41′38.0″N 117°20′54.4″E / 30.693889°N 117.348444°E     | China                   | Autostrada Dezhou-Shangrao | [ 4 ]         |
|         | Podul Shishou peste fluviul Yangtze (în chineză: 石首长江大桥, transliterat: Shí shǒu chángjiāng dàqiáo) | 820                   | 2               | 2019 | Shishou, Hubei                                                          | 29°47′14.6″N 112°29′34.3″E / 29.787389°N 112.492861°E     | China                   | Autostrada Zaoshi, Autostrada Națională 234                                                                                          | [ 5 ]         |
|         | Podul autostrăzii Jiujiang peste fluviul Yangtze (în chineză: 九江长江公路大桥, transliterat: Jiǔjiāng chángjiāng gōnglù dàqiáo) | 818                   | 2               | 2013 | Jiujiang, Jiangxi - Huangmei, Hubei                                     | 29°43′21.4″N 115°54′30.2″E / 29.722611°N 115.908389°E     | China                   | Autostrada Fuzhou-Yinchuan | [ S 8 ]       |
|         | Podul autostrăzii Jingyue peste fluviul Yangtze (în chineză: 荆岳长江公路大桥, transliterat: Jīng yuè chángjiāng gōnglù dàqiáo) | 816                   | 2               | 2010 | Jingzhou, Hubei - Yueyang, Hunan                                        | 29°32′39.9″N 113°13′20.3″E / 29.544417°N 113.222306°E     | China                   | Autostrada Xuchang-Guangzhou | [ S 9 ]       |
|         | Podul Wuxue peste fluviul Yangtze (în chineză: 武穴长江大桥, transliterat: Wǔ xué chángjiāng dàqiáo) | 808                   | 2               | 2021 | Wuxue, Hubei                                                            | 29°50′34.9″N 115°30′10.7″E / 29.843028°N 115.502972°E     | China                   | Autostrada Macheng-Yangxin, Autostrada Națională 220                                                                                 | [ 6 ]         |
|         | Al doilea pod Wuhu peste fluviul Yangtze (în chineză: 芜湖长江二桥, transliterat: Wúhú chángjiāng èr qiáo) | 806                   | 2               | 2017 | Wuhu, Anhui                                                             | 31°14′06.5″N 118°07′44.9″E / 31.235139°N 118.129139°E     | China                   | Autostrada Chaohu-Huangshan | [ 4 ]         |
|         | Podul Incheon (în coreeană 인천대교, transliterat: Incheon daegyo) | 800                   | 2               | 2009 | Incheon - Yeongjongdo                                                   | 37°24′50.2″N 126°34′1.1″E / 37.413944°N 126.566972°E      | Coreea de Sud           | Autostrada Națională 110 (Second Gyeongin Expressway)                                                                                | [ S 10 ]      |
|         | Podul autostrăzii Guizhou-Qiannan peste râul Yachi [în chineză: 鸭池河大桥 (贵黔高速), transliterat: Yā chíhé dàqiáo (Guì qián gāosù)] | 800                   | 2               | 2016 | Qingzhen, Guizhou                                                       | 26°50′56.9″N 106°08′14.5″E / 26.849139°N 106.137361°E     | China                   | Autostrada Xiamen-Rongcheng | [ 7 ]         |
|         | Podul Xiamen-Zhangzhou (în chineză: 厦漳大桥, transliterat: Shà zhāng dàqiáo) | 780                   | 2               | 2013 | Zhangzhou - Xiamen, Fujian                                              | 24°27′22.5″N 117°56′57.9″E / 24.456250°N 117.949417°E     | China                   | Pod peste estuarul râului Jiulong, al doilea râu ca mărime din provincia Fujian                                                      | [ 8 ]         |
|         | Podul Zhuankou peste fluviul Yangtze (în chineză: 沌口长江大桥, transliterat: Dùn kǒu chángjiāng dàqiáo) | 760                   | 2               | 2017 | Wuhan, Hubei                                                            | 30°26′04.4″N 114°11′07.2″E / 30.434556°N 114.185333°E     | China                   | Autostrada Qingzheng | [ S 11 ]      |
|         | Podul peste lacul de acumulare Danjiangkou (în chineză: 丹江口水库大桥, transliterat: Dānjiāngkǒu shuǐkù dàqiáo) | 760                   | 2               | 2023 | Shiyan, Hubei                                                           | 32°36′23″N 111°17′51″E / 32.60639°N 111.29750°E           | China                   | | [ 9 ]         |
|         | Podul Zolotoi (în rusă Золотой мост, transliterat: Zolotoi most) | 737                   | 2               | 2012 | Vladivostok, Ținutul Primorie                                           | 43°6′31.4″N 131°53′45.9″E / 43.108722°N 131.896083°E      | Rusia                   | Pod rutier peste golful Cornul de Aur din Vladivostok                                                                                | [ S 12 ]      |
|         | Podul Shanghai peste fluviul Yangtze (în chineză: 上海长江隧桥, transliterat: Shànghǎi chángjiāng suì qiáo) | 730                   | 2               | 2009 | Insula Changxing - Insula Chongming, Shanghai                           | 31°26′4.3″N 121°44′38.3″E / 31.434528°N 121.743972°E      | China                   | Autostrada Shanghai-Shaanxi, Autostrada Națională 228                                                                                | [ S 13 ]      |
|         | Al treilea pod Wanzhou peste fluviul Yangtze (în chineză: 万州长江三桥, transliterat: Wànzhōu chángjiāng sān qiáo) | 730                   | 2               | 2019 | Wanzhou, Chongqing                                                      | 30°47′26.3″N 108°23′50.4″E / 30.790639°N 108.397333°E     | China                   | | [ 10 ]        |
|         | Primul pod peste râul Beipan (Podul Duge) (în chineză: 北盘江第一桥, transliterat: Běi pán jiāng dì yī qiáo) | 720                   | 2               | 2016 | Dugexiang, Guizhou                                                      | 26°23′11.8″N 104°40′31.8″E / 26.386611°N 104.675500°E     | China                   | Autostrada Hangzhou–Ruili | [ S 14 ]      |
|         | Podul Chibi peste fluviul Yangtze (în chineză: 赤壁长江大桥, transliterat: Chìbì chángjiāng dàqiáo) | 720                   | 2               | 2021 | Chibi - Honghu, Hubei                                                   | 29°51′10.1″N 113°34′08.3″E / 29.852806°N 113.568972°E     | China                   | Autostrada Jianjiang, Autostrada Națională 351                                                                                       | [ 11 ]        |
|         | Podul Huangmaohai (în chineză: 黄茅海大桥, transliterat: Huáng máo hǎi dàqiáo) | 720                   | 3               | 2024 | Zhuhai - Taishan, Guangdong                                             | 22°0′34″N 113°05′27″E / 22.00944°N 113.09083°E            | China                   | | [ 12 ]        |
|         | Podul Minpu (în chineză: 闵浦大桥, transliterat: Mǐn pǔ dàqiáo) | 708                   | 2               | 2009 | Shanghai                                                                | 31°3′10.7″N 121°28′35.1″E / 31.052972°N 121.476417°E      | China                   | Autostrada Shanghai-Jiaxing-Huzhou                                                                                                   | [ S 15 ]      |
|         | Podul Jiangshun peste râul Xi (în chineză: 江顺大桥, transliterat: Jiāng shùn dàqiáo) | 700                   | 2               | 2015 | Foshan - Jiangmen, Guangdong                                            | 22°46′52.1″N 113°04′08.7″E / 22.781139°N 113.069083°E     | China                   | Autostrada Națională 325 | [ 13 ]        |
|         | Podul portului Gaolan (în chineză: 高栏港大桥, transliterat: Gāo lán gǎng dàqiáo) | 700                   | 2               | 2024 | Zhuhai - Taishan, Guangdong                                             | 22°01′17″N 113°07′17″E / 22.02139°N 113.12139°E           | China                   | | [ 14 ]        |
|         | Podul portului Xiangshan (în chineză: 象山港大桥, transliterat: Xiàngshān gǎng dàqiáo) | 688                   | 2               | 2012 | Ningbo - Xiangshan, Zhejiang                                            | 29°37′36.7″N 121°49′2.1″E / 29.626861°N 121.817250°E      | China                   | Autostrada Ningbo-Dongguan | [ 15 ]        |
|         | Podul Langqi peste râul Min (în chineză: 琅岐闽江大桥, transliterat: Lángqí mǐn jiāng dàqiáo) | 680                   | 2               | 2013 | Fuzhou, Fujian                                                          | 26°5′57″N 119°32′13.1″E / 26.09917°N 119.536972°E         | China                   | Autostrada provincială Fujian 201 | [ 16 ]        |
|         | Al doilea pod Fengdu peste fluviul Yangtze (în chineză: 豐都長江二橋, transliterat: Fēng dū chángjiāng èr qiáo) | 680                   | 2               | 2017 | Fengdu, Chongqing                                                       | 29°52′05.9″N 107°42′28.1″E / 29.868306°N 107.707806°E     | China                   | Autostrada Națională 348 | [ 17 ]        |
|         | Podul feroviar de pe insula Bream peste râul Yangtze (Podul Bianyuzhou) (în chineză: 鳊鱼洲长江铁路大桥, transliterat: Biān yú zhōu chángjiāng tiělù dàqiáo)                                                                                  | 672                   | 2               | 2021 | Huangmei, Hubei - Jiujiang, Jiangxi                                     | 29°44′26″N 115°51′32″E / 29.74056°N 115.85889°E           | China                   | Calea ferată de mare viteză Beijing-Hong Kong                                                                                        | [ 18 ]        |
|         | Podul feroviar și rutier Baijusi peste fluviul Yangtze (în chineză: 白居寺长江大桥, transliterat: Bái jū sì chángjiāng dàqiáo) | 660                   | 2               | 2022 | Dadukou - Banan, Chongqing                                              | 29°25′27.8″N 106°30′45.1″E / 29.424389°N 106.512528°E     | China                   | Autostrada urbană Chongqing Expressway Fifth Horizontal Line, Linia de tranzit feroviar Chongqing 18                                 | [ 19 ]        |
|         | Podul Yangmeizhou (în chineză: 杨梅洲大桥, transliterat: Yángméi zhōu dàqiáo) | 658                   | 2               | 2024 | Xiangtan, Hunan                                                         | 27°50′16.4″N 112°52′59.1″E / 27.837889°N 112.883083°E     | China                   | Pod rutier între districtele Yuhu și Yuetang din orașul Xiangtan, provincia Hunan                                                    | [ 20 ]        |
|         | Viaductul Queensferry (în engleză Queensferry Crossing) | 650                   | 3               | 2017 | Lothian - Fife, Scoția                                                  | 56°0′17″N 3°24′45″V / 56.00472°N 3.41250°V                | Regatul Unit            | Autostrada M90 | [ S 16 ]      |
|         | Al treilea pod (rutier) Nanjing peste fluviul Yangtze [în chineză: 南京大胜关长江大桥 (公路), transliterat: Nánjīng dà shèng guān chángjiāng dàqiáo (gōnglù)]                                                                                 | 648                   | 2               | 2005 | Nanjing, Jiangsu                                                        | 31°58′13″N 118°38′29.7″E / 31.97028°N 118.641583°E        | China                   | Autostrada Shanghai-Chengdu, Autostrada de centură Nanjing                                                                           | [ S 17 ]      |
|         | Podul Wangdong peste fluviul Yangtze (în chineză: 望东长江大桥, transliterat: Wàng dōng chángjiāng dàqiáo) | 638                   | 2               | 2016 | Wangjiang, Anhui                                                        | 30°5′26.5″N 116°46′49″E / 30.090694°N 116.78028°E         | China                   | Autostrada Jinan-Guangzhou | [ S 18 ]      |
|         | Podul autostrăzii China-Coreea de Nord peste râul Yalu (Noul pod peste râul Yalu) (în chineză: 中朝鸭绿江界河公路大桥, transliterat: Zhōng cháo yālǜjiāng jièhé gōnglù dàqiáo) (în coreeană 신압록강대교, transliterat: sin-abloggang daegyo) | 636                   | 2               | 2015 | Dandong, Liaoning - Sinŭiju, Provincia Pyongan de Nord                  | 40°2′7.8″N 124°22′11.2″E / 40.035500°N 124.369778°E       | China/ · Coreea de Nord | | [ 21 ]        |
|         | Podul rutier și feroviar Tongling peste fluviul Yangtze (în chineză: 铜陵长江公铁大桥, transliterat: Tónglíng chángjiāng gōng tiě dàqiáo) | 630                   | 2               | 2015 | Tongling, Anhui                                                         | 31°5′0.4″N 117°57′58.3″E / 31.083444°N 117.966194°E       | China                   | Autostrada Tongling-Shangcheng, Calea ferată de mare viteză Hefei-Fuzhou, Calea ferată Lujiang-Tongling                              | [ S 19 ]      |
|         | Podul Nanjing Baguazhou peste fluviul Yangtze (în chineză: 南京八卦洲长江大桥, transliterat: Nánjīng bāguà zhōu chángjiāng dàqiáo) | 628                   | 2               | 2001 | Nanjing, Jiangsu                                                        | 32°9′45.4″N 118°50′10.2″E / 32.162611°N 118.836167°E      | China                   | Autostrada Nanjing-Luoyang | [ S 20 ]      |
|         | Podul Jintang (în chineză: 金塘大桥, transliterat: Jīn táng dàqiáo) | 620                   | 2               | 2009 | Ningbo - Insula Jintang, Zhejiang                                       | 30°3′38″N 121°48′16.6″E / 30.06056°N 121.804611°E         | China                   | Autostrada Ningbo-Zhoushan | [ S 21 ]      |
|         | Podul Wuhan Baishazhou peste fluviul Yangtze (în chineză: 武汉白沙洲长江大桥, transliterat: Wǔhàn bái shāzhōu chángjiāng dàqiáo) | 618                   | 2               | 2000 | Wuhan, Hubei                                                            | 30°29′24.8″N 114°14′10.4″E / 30.490222°N 114.236222°E     | China                   | Autostrada Națională 107 | [ S 22 ]      |
|         | Podul Qianjiang al autostrăzii Wuxin (în chineză: 武忻高速黔江特大桥, transliterat: Wǔ xīn gāosù qiánjiāng tèdà qiáo) | 618                   | 2               | 2024 | Laibin - Wuxuan, Guangxi                                                |                                                           | China                   | Autostrada Wuxin | [ 22 ]        |
|         | Podul Wuhan Erqi peste fluviul Yangtze (în chineză: 武汉二七长江大桥, transliterat: Wǔhàn èrqī chángjiāng dàqiáo) | 616                   | 3               | 2011 | Wuhan, Hubei                                                            | 30°37′39.5″N 114°20′31″E / 30.627639°N 114.34194°E        | China                   | A doua șosea de centură Wuhan | [ S 23 ]      |
|         | Podul Yongchuan peste fluviul Yangtze (în chineză: 永川长江大桥, transliterat: Yǒngchuān chángjiāng dàqiáo) | 608                   | 2               | 2014 | Chongqing                                                               | 29°02′37.9″N 105°53′03.2″E / 29.043861°N 105.884222°E     | China                   | Autostrada de centură metropolitană Chongqing                                                                                        | [ 23 ]        |
|         | Podul Qingzhou (în chineză: 青洲大桥, transliterat: Qīngzhōu dàqiáo) | 605                   | 2               | 2001 | Fuzhou, Fujian                                                          | 25°59′15.9″N 119°28′17.5″E / 25.987750°N 119.471528°E     | China                   | Autostrada Shenyang–Haikou, Autostrada aeroportului Fuzhou                                                                           | [ S 24 ]      |
|         | Podul Yangpu (în chineză: 杨浦大桥, transliterat: Yángpǔ dàqiáo) | 602                   | 2               | 1993 | Shanghai                                                                | 31°15′24.4″N 121°32′29.4″E / 31.256778°N 121.541500°E     | China                   | Șoseaua de centură interioară Shanghai                                                                                               | [ S 25 ]      |
|         | Podul Nanjing Jiangxinzhou peste fluviul Yangtze (în chineză: 南京江心洲长江大桥, transliterat: Nánjīng jiāngxīnzhōu chángjiāng dàqiáo) | 600                   | 3               | 2020 | Nanjing, Jiangsu                                                        | 32°00′21.4″N 118°39′41.6″E / 32.005944°N 118.661556°E     | China                   | Autostrada Națională 205, Autostrada Națională 312, Autostrada provincială Jiangsu 001                                               | [ 24 ]        |
|         | Podul de cale ferată Xijiang (în chineză: 西江铁路大桥, transliterat: Xījiāng tiělù dàqiáo) | 600                   | 2               | 2021 | Jiangmen - Foshan, Guangdong                                            | 22°42′1″N 113°05′47″E / 22.70028°N 113.09639°E            | China                   | | [ 25 ]        |
|         | Podul Xupu (în chineză: 徐浦大桥, transliterat: Xú pǔ dàqiáo) | 590                   | 2               | 1997 | Shanghai                                                                | 31°7′45.6″N 121°27′52.8″E / 31.129333°N 121.464667°E      | China                   | Șoseaua de centură exterioară Shanghai                                                                                               | [ S 26 ]      |
|         | Podul central al portului Nagoya (în japoneză 名港中央大橋, transliterat: Meikō chūō ōhashi) | 590                   | 2               | 1998 | Nagoya, Prefectura Aichi                                                | 35°3′12.5″N 136°51′37.2″E / 35.053472°N 136.860333°E      | Japonia                 | Drumul Național 302 | [ S 27 ]      |
|         | Al treilea pod rutier și feroviar Wuhu peste fluviul Yangtze (Podul Yijishan) (în chineză: 芜湖长江三桥, transliterat: Wúhú chángjiāng sān qiáo)                                                                                              | 588                   | 2               | 2020 | Wuhu, Anhui                                                             | 31°21′19.8″N 118°20′29.2″E / 31.355500°N 118.341444°E     | China                   | Autostradă urbană, Linia 1 de tranzit feroviar urban, calea ferată de mare viteză Shang-He-Hang                                      | [ 26 ]        |
|         | Podul Taoyaomen (în chineză: 桃夭门大桥, transliterat: Táo yāo mén dàqiáo) | 580                   | 2               | 2003 | Insula Cezi - Insula Fuchi, Zhoushan, Zhejiang                          | 30°6′0.9″N 121°57′34.3″E / 30.100250°N 121.959528°E       | China                   | Autostrada Ningbo–Zhoushan | [ S 28 ]      |
|         | Podul feroviar Anqing peste fluviul Yangtze (în chineză: 安庆长江铁路大桥, transliterat: Ānqìng chángjiāng tiělù dàqiáo) | 580                   | 2               | 2014 | Anqing, Anhui                                                           | 30°34′20″N 117°14′57.4″E / 30.57222°N 117.249278°E        | China                   | Calea ferată de mare viteză Nanjing-Anqing, Calea ferată Lu'an-Jingdezhen                                                            | [ S 29 ]      |
|         | Podul autostrăzii Xiqian peste râul Liuguang [în chineză: 六广河大桥 (息黔高速), transliterat: Liù guǎng hé dàqiáo (xī qián gāosù)] | 580                   | 2               | 2017 | Xiuwen - Qianxi, Guizhou                                                | 27°04′43.3″N 106°24′03.2″E / 27.078694°N 106.400889°E     | China                   | Autostrada Xifeng-Qianxi | [ 27 ]        |
|         | Podul Honglian (în chineză: 红莲大桥, transliterat: Hóng lián dàqiáo) | 580                   | 2               | 2023 | Guangzhou, Guangdong                                                    | 22°41′49″N 113°35′33″E / 22.6970°N 113.5925°E             | China                   | | [ 28 ]        |
|         | Podul Zhongshan de pe coridorul Shenzhong (în chineză: 深中通道中山大桥, transliterat: Shēn zhòng tōngdào zhōngshān dàqiáo) | 580                   | 2               | 2024 | Zhongshan, Guangdong                                                    | 22°32′29″N 113°38′10″E / 22.54139°N 113.63611°E           | China                   | Linia de legătură Shenzhen-Zhongshan                                                                                                 | [ 29 ]        |
|         | Podul Fulong peste râul Xi (în chineză: 富龙西江特大桥, transliterat: Fù lóng xījiāng tèdà qiáo) | 580                   | 2               | 2024 | Foshan, Guangdong                                                       | 22°59′59″N 112°50′20″E / 22.99972°N 112.83889°E           | China                   | | [ 30 ]        |
|         | Podul autostrăzii Gujin peste râul Chishui (în chineză: 古金高速赤水河特大桥, transliterat: Gǔ jīn gāosù chìshuǐ hé tèdà qiáo) | 575                   | 2               | 2024 | Gulin, Sichuan - Jinsha, Guizhou                                        | 27°45′14″N 105°58′57″E / 27.75389°N 105.98250°E           | China                   | Autostrada Gulin-Jinsha | [ 31 ]        |
|         | Podul Nanxi Xianyuan peste fluviul Yangtze (în chineză: 南溪仙源长江大桥, transliterat: Nán xīxiān yuán chángjiāng dàqiáo) | 572                   | 2               | 2019 | Nanxi, Sichuan                                                          | 28°48′34.7″N 104°57′33.8″E / 28.809639°N 104.959389°E     | China                   | Autostrada provincială 437 | [ 32 ]        |
|         | Podul Huanggang peste fluviul Yangtze (în chineză: 黄冈长江大桥, transliterat: Huánggāng chángjiāng dàqiáo) | 567                   | 2               | 2014 | Huanggang, Hubei                                                        | 30°31′57.6″N 114°49′58.5″E / 30.532667°N 114.832917°E     | China                   | Autostrada Huanggang-Xianning | [ S 30 ]      |
|         | Podul Yumenkou peste fluviul Huáng (în chineză: 禹门口黄河大桥, transliterat: Yǔ ménkǒu huánghé dàqiáo) | 565                   | 2               | 2020 | Hancheng, Shaanxi - Hejin, Shanxi                                       | 35°39′17.4″N 110°36′4.62″E / 35.654833°N 110.6012833°E    | China                   | Pod rutier | [ 33 ]        |
|         | Podul Rio–Antirrio (în greacă Γέφυρα Ρίου-Αντιρρίου, transliterat: Géfyra Ríou-Antirríou) | 560                   | 4               | 2004 | Rio, Peloponez - Antirrio, Aetolia-Acarnania                            | 38°19′13.9″N 21°46′23.3″E / 38.320528°N 21.773139°E       | Grecia                  | Autostrada 5, Drumul european E55, Drumul european E65                                                                               | [ S 31 ]      |
|         | Podul Haihuang (în chineză: 海黄大桥, transliterat: Hǎi huáng dàqiáo) | 560                   | 2               | 2017 | Jainca - Hualong Hui, Qinghai                                           | 35°50′12.4″N 102°05′06.5″E / 35.836778°N 102.085139°E     | China                   | Autostrada Zhangye-Wenchuan | [ 34 ]        |
|         | Podul autostrăzii Zunyu peste râul Xiang (în chineză: 遵余高速湘江特大桥, transliterat: Zūn yú gāosù xiāngjiāng tèdà qiáo) | 560                   | 2               | 2021 | Weng'an, Guizhou                                                        | 27°26′52″N 107°15′52″E / 27.44778°N 107.26444°E           | China                   | Autostrada Yuqing-Zunyi | [ 35 ]        |
|         | Podul Pingtang (în chineză: 平塘大桥, transliterat: Píng táng dàqiáo) | 550                   | 3               | 2019 | Pingtang, Guizhou                                                       | 25°47′09.2″N 107°03′20.1″E / 25.785889°N 107.055583°E     | China                   | Autostrada Pingtang Luodian | [ 36 ]        |
|         | Podul Can Tho (în vietnameză Cầu Cần Thơ) | 550                   | 2               | 2010 | Cần Thơ, Vĩnh Long                                                      | 10°2′5.6″N 105°48′46.3″E / 10.034889°N 105.812861°E       | Vietnam                 | Autostrada Națională 1 | [ S 32 ]      |
|         | Podul Changmen (în chineză: 长门大桥, transliterat: Zhǎng mén dàqiáo) | 550                   | 2               | 2019 | Fuzhou, Fujian                                                          | 26°8′3.23″N 119°35′31.72″E / 26.1342306°N 119.5921444°E   | China                   | Autostrada de centură Fuzhou, \| Autostrada Ningbo-Dongguan                                                                          | [ 37 ]        |
|         | Podul Zhoudai (în chineză: 舟岱大桥, transliterat: Zhōu dài dàqiáo) | 550                   | 3               | 2021 | Zhoushan, Zhejiang                                                      | 30°13′37″N 122°0′41″E / 30.22694°N 122.01139°E            | China                   | Autostrada Dinghai-Dishan | [ 38 ]        |
|         | Podul portului Busan (în coreeană 부산항대교, transliterat: Busanhang daegyo) | 540                   | 2               | 2014 | Yeongdo - Nam, Busan                                                    | 35°6′21.1″N 129°3′54.5″E / 35.105861°N 129.065139°E       | Coreea de Sud           | Șoseaua de centură interioară a zonei metropolitane Busan                                                                            | [ S 33 ]      |
|         | Podul Constituției din 1812 (Podul La Pepa) (în spaniolă Puente de la Constitución de 1812 (Puente de La Pepa)) | 540                   | 2               | 2015 | Cádiz, Andaluzia                                                        | 36°31′23.4″N 6°15′56″V / 36.523167°N 6.26556°V            | Spania                  | Autostrada 35 | [ S 34 ]      |
|         | Podul Godeok-Topyeong (în coreeană 고덕토평대교, transliterat: Godeog topyeong daegyo) | 540                   | 2               | 2025 | Gangdong, Seul - Guri, Gyeonggi-do                                      | 37°34′17.6″N 127°08′57.3″E / 37.571556°N 127.149250°E     | Coreea de Sud           | Autostrada Sejong–Pocheon | [ 39 ]        |
|         | Podul trans-marin din golful Shacheng (în chineză: 沙埕湾跨海大桥, transliterat: Shā chéng wān kuà hǎi dàqiáo) | 535                   | 2               | 2021 | Fuding, Fujian                                                          | 27°14′22.25″N 120°17′33.81″E / 27.2395139°N 120.2927250°E | China                   | Autostrada Ningbo-Dongguan | [ 40 ]        |
|         | Podul rutier și feroviar peste strâmtoarea Pingtan (în chineză: 平潭海峡公铁大桥, transliterat: Píng tán hǎixiá gōng tiě dàqiáo) | 532                   | 2               | 2020 | Changle - Pingtan, Fujian                                               | 25°41′45.7″N 119°37′40.6″E / 25.696028°N 119.627944°E     | China                   | Autostrada Beijing-Taipei, Calea ferată Fuzhou-Pingcheng                                                                             | [ 41 ]        |
|         | Podul Skarnsund (în norvegiană Skarnsundbrua) | 530                   | 2               | 1991 | Inderøy, Trøndelag                                                      | 63°50′35.8″N 11°4′32.2″E / 63.843278°N 11.075611°E        | Norvegia                | Drumul provincial 755 | [ S 35 ]      |
|         | Podul Atlantic (în spaniolă Puente Atlántico) | 530                   | 2               | 2019 | Provincia Colón                                                         | 9°18′27.9″N 79°55′05.7″V / 9.307750°N 79.918250°V         | Panama                  | | [ S 36 ]      |
|         | Podul peste lacul Yinzhou (în chineză: 银洲湖特大桥, transliterat: Yín zhōu hú tèdà qiáo) | 530                   | 2               | 2023 | Jiangmen, Guangdong                                                     | 22°25′2.94″N 113°4′11.92″E / 22.4174833°N 113.0699778°E   | China                   | | [ 42 ]        |
|         | Podul Rongshan peste fluviul Yangtze (în chineză: 榕山长江大桥, transliterat: Róng shān chángjiāng dàqiáo) | 530                   | 2               | 2024 | Hejiang, Sichuan                                                        | 28°50′31″N 105°54′01″E / 28.84194°N 105.90028°E           | China                   | | [ 43 ]        |
|         | Podul peste râul Longli (în chineză: 龙里河大桥, transliterat: Lóng lǐ hé dàqiáo) | 528                   | 2               | 2024 | Longli, Guizhou                                                         | 26°23′14″N 106°51′00″E / 26.38722°N 106.85000°E           | China                   | | [ 44 ]        |
|         | Podul Yibin Lingang peste fluviul Yangtze (în chineză: 宜宾临港长江大桥, transliterat: Yíbīn lín gǎng chángjiāng dàqiáo) | 522                   | 2               | 2023 | Yibin, Sichuan                                                          | 28°46′44″N 104°43′34″E / 28.77889°N 104.72611°E           | China                   | | [ 45 ]        |
|         | Podul Baluarte (în spaniolă Puente Baluarte Bicentenario) | 520                   | 2               | 2012 | Concordia, Sinaloa - Pueblo Nuevo, Durango                              | 23°32′1.8″N 105°45′36.4″V / 23.533833°N 105.760111°V      | Mexic                   | Autostrada Federală 40 | [ S 37 ]      |
|         | Podul Huangyi peste fluviul Yangtze (în chineză: 黄舣长江大桥, transliterat: Huáng yǐ chángjiāng dàqiáo) | 520                   | 2               | 2012 | Huangyizhen, Sichuan                                                    | 28°53′42.6″N 105°32′53.8″E / 28.895167°N 105.548278°E     | China                   | Autostrada Chengdu - Zunyi | [ S 38 ]      |
|         | Podul Hejiang Shenbicheng peste fluviul Yangtze (în chineză: 合江神臂城长江大桥, transliterat: Hé jiāng shén bì chéng chángjiāng dàqiáo) | 520                   | 2               | 2023 | Hejiang, Sichuan                                                        | 28°52′19.02″N 105°41′50.25″E / 28.8719500°N 105.6972917°E | China                   | | [ 46 ]        |
|         | Podul Naxi peste fluviul Yangtze (în chineză: 纳溪长江大桥, transliterat: Nà xī chángjiāng dàqiáo) | 520                   | 2               | 2023 | Luzhou, Sichuan                                                         | 28°47′32″N 105°22′09″E / 28.79222°N 105.36917°E           | China                   | | [ 47 ]        |
|         | Podul gării de triaj Xiangyang Nord (în chineză: 襄阳北编组站大桥, transliterat: Xiāngyáng běi biānzǔ zhàn dàqiáo) | 520                   | 2               | 2023 | Xiangyang, Hubei                                                        | 32°07′03″N 112°09′43″E / 32.11750°N 112.16194°E           | China                   | | [ 48 ]        |
|         | Podul Hongqimen (în chineză: 洪奇门大桥, transliterat: Hóng qí mén dàqiáo) | 520                   | 2               | 2024 | Guangzhou, Guangdong                                                    | 22°37′12″N 113°34′59″E / 22.62000°N 113.58306°E           | China                   | | [ 49 ]        |
|         | Podul Queshi (în chineză: 礐石大桥, transliterat: Quèshí dàqiáo) | 518                   | 2               | 1999 | Shantou, Guangdong                                                      | 23°20′38.1″N 116°39′35.9″E / 23.343917°N 116.659972°E     | China                   | Autostrada Națională 228, Autostrada Națională 324                                                                                   | [ S 39 ]      |
|         | Podul Gong'an peste fluviul Yangtze (în chineză: 荆州长江公铁大桥, transliterat: Jīngzhōu chángjiāng gōng tiě dàqiáo) | 518                   | 2               | 2018 | Gong'an - Jiangling, Hubei                                              | 30°04′14.4″N 112°19′39.3″E / 30.070667°N 112.327583°E     | China                   | Autostrada Națională 351, Autostrada Shashi-Gong'an, Calea ferată Haoji Jingzhou-Yueyang                                             | [ 50 ]        |
|         | Podul Tsurumi Tsubasa (în japoneză 鶴見つばさ橋, transliterat: Tsurumi tsubasa bashi) | 510                   | 2               | 1994 | Yokohama, Prefectura Kanagawa                                           | 35°28′19.3″N 139°41′57.1″E / 35.472028°N 139.699194°E     | Japonia                 | Autostrada metropolitană de coastă Shuto                                                                                             | [ S 40 ]      |
|         | Podul Anqing peste fluviul Yangtze (în chineză: 安庆长江大桥, transliterat: Ānqìng chángjiāng dàqiáo) | 510                   | 2               | 2004 | Anqing, Anhui                                                           | 30°29′56.6″N 117°4′16.9″E / 30.499056°N 117.071361°E      | China                   | Autostrada Shanghai-Chongqing, | [ S 41 ]      |
|         | Podul Cheonsa (în coreeană 천사대교, transliterat: Cheonsa daegyo) | 510                   | 2               | 2019 | Insula Amtaedo - Insula Aphae, Jeolla de Sud                            | 34°51′38.2″N 126°10′16.6″E / 34.860611°N 126.171278°E     | Coreea de Sud           | Drumul Național 2 | [ 51 ]        |
|         | Podul autostrăzii Yinbai peste râul Hongshui [în chineză: 红水河大桥 (银百高速), transliterat: Hóng shuǐ hé dàqiáo (yín bǎi gāosù)] | 508                   | 2               | 2018 | Hongshuihezhen, Guizhou                                                 | 25°10′54.8″N 106°41′12.7″E / 25.181889°N 106.686861°E     | China                   | Autostrada Yinchuan-Baise | [ 52 ]        |
|         | Podul Tianxingzhou peste fluviul Yangtze (în chineză: 天兴洲长江大桥, transliterat: Tiān xìng zhōu chángjiāng dàqiáo) | 504                   | 2               | 2008 | Wuhan, Hubei                                                            | 30°39′25.8″N 114°24′1.7″E / 30.657167°N 114.400472°E      | China                   | Autostrada Națională 316, calea ferată de mare viteză Beijing-Guangzhou calea ferată Fangwu                                          | [ S 42 ]      |
|         | Podul Jingzhou peste fluviul Yangtze (în chineză: 荆州长江大桥, transliterat: Jīngzhōu chángjiāng dàqiáo) | 500                   | 2               | 2002 | Jingzhou, Hubei                                                         | 30°19′4″N 112°13′2.8″E / 30.31778°N 112.217444°E          | China                   | Autostrada Națională 207, Autostrada Erenhot-Guangzhou                                                                               | [ S 43 ]      |
|         | Podul Kanchanaphisek (în thailandeză สะพานกาญจนาภิเษก, transliterat S̄a phā nkāỵ cnāp̣his̄ʹek) | 500                   | 2               | 2007 | Phra Pradaeng, Provincia Samut Prakan                                   | 13°37′59.5″N 100°32′18.2″E / 13.633194°N 100.538389°E     | Thailanda               | Drumul exterior de centură Bangkok (Thanon Kanchanaphisek)                                                                           | [ S 44 ]      |
|         | Podul Sungai Johor (în malaieză Jambatan Sungai Johor) | 500                   | 2               | 2011 | Johor Bahru, Johor                                                      | 1°31′54.7″N 104°1′21.4″E / 1.531861°N 104.022611°E        | Malaysia                | Drumul expres Senai–Desaru | [ S 45 ]      |
|         | Podul Mokpo (în coreeană 목포대교, transliterat: Mogpo daegyo) | 500                   | 2               | 2012 | Mokpo, Jeolla de Sud                                                    | 34°47′20.7″N 126°21′20.7″E / 34.789083°N 126.355750°E     | Coreea de Sud           | Drumul Național 1 | [ 53 ]        |
|         | Podul Hwatae (în coreeană 화태대교, transliterat: Hwatae daegyo) | 500                   | 2               | 2015 | Yeosu - Insula Hwatae                                                   | 34°35′52.5″N 127°44′6.9″E / 34.597917°N 127.735250°E      | Coreea de Sud           | Drumul Național 77 (Busan-Paju) | [ 54 ]        |
|         | Podul Honghe (în chineză: 洪鹤大桥, transliterat: Hóng hè dàqiáo) | 500                   | 4               | 2020 | Zhuhai, Guangdong                                                       | 22°10′10″N 113°26′4.77″E / 22.16944°N 113.4346583°E       | China                   | Autostrada Zhuhai-Taishan, Autostrada Guangzhou-Foshan-Jiangmen-Zhuhai                                                               | [ 55 ]        |
|         | Podul Nanjing Shangba Jiajiang (în chineză: 南京上坝夹江大桥, transliterat: Nánjīng shàng bà jiā jiāng dàqiáo) | 500                   | 2               | 2020 | Nanjing, Jiangsu                                                        | 32°10′5.89″N 118°46′20.86″E / 32.1683028°N 118.7724611°E  | China                   | | [ 56 ]        |
|         | Podul Hwayang-Jobal (în coreeană 화양조발대교로, transliterat: Hwayangjobal daegyolo) | 500                   | 2               | 2020 | Insula Jobaldo - Jangsu-ri, Jeolla de Sud                               | 34°38′03.8″N 127°34′19.2″E / 34.634389°N 127.572000°E     | Coreea de Sud           | Drumul Național 77 | [ 57 ]        |
|         | Podul peste lacul Xuefeng (în chineză: 雪峰湖大桥, transliterat: Xuě fēng hú dàqiáo) | 500                   | 2               | 2023 | Anhua, Hunan                                                            | 22°17′43″N 111°05′26″E / 22.29528°N 111.09056°E           | China                   | | [ 58 ]        |

## Lista podurilor hobanate cu cea mai mare deschidere maximă aflate în construcție
| Nume | Deschidere maximă (m) | Număr de piloni | An   | Locație                              | Coordonate                                              | Țară                    | Observații                                                                                | Note          |
| |                       |                 |      |                                      |                                                         |                         |                                                                                           |               |
| --- | --------------------- | --------------- | ---- | ------------------------------------ | ------------------------------------------------------- | ----------------------- | ----------------------------------------------------------------------------------------- | ------------- |
| Podul principal Changtai peste fluviul Yangtze (în chineză: 常泰长江大桥主桥, transliterat: Cháng tài chángjiāng dàqiáo zhǔ qiáo) | 1.176                 | 2               | 2025 | Changzhou - Taizhou, Jiangsu         | 31°58′53″N 120°00′03″E / 31.98139°N 120.00083°E         | China                   | Autostrada Rugao-Changzhou, Autostrada provincială 262                                    | [ 59 ]        |
| Podul Guanyinsi peste fluviul Yangtze (în chineză: 观音寺长江大桥, transliterat: Guānyīn sì chángjiāng dàqiáo) | 1.160                 | 2               | 2026 | Jiangling, Anhui, Hubei              |                                                         | China                   |                                                                                           | [ 60 ]        |
| Podul rutier și feroviar Maanshan peste fluviul Yangtze (în chineză: 马鞍山长江公铁大桥左汊桥, transliterat: Mǎ'ānshān chángjiāng gōng tiě dàqiáo zuǒ chà qiáo)                                                                       | 1.120 (x 2)           | 3               | 2025 | Ma'anshan, Anhui, Hubei              | 31°35′38″N 118°23′31″E / 31.59389°N 118.39194°E         | China                   | Autostradă urbană, Calea ferată interurbană Chaohu-Ma'anshan, Calea ferată urbană Mazheng | [ 61 ]        |
| Podul feroviar Jianli-Huarong peste fluviul Yangtze (în chineză: 监利至华容长江公铁大桥, transliterat: Jiànlì zhì huáróng chángjiāng gōng tiě dàqiáo)                                                                                 | 1.120                 | 2               |      | Jianli, Hubei - Huarong, Hunan       |                                                         | China                   |                                                                                           | [ 62 ]        |
| Podul transmarin peste strâmtoarea Qiongzhou (în chineză: 琼州海峡跨海通道, transliterat: Qióngzhōu hǎixiá kuà hǎi tōngdào) | 1.056                 | 2               |      | Xuwen, Guangdong - Haikou, Hainan    |                                                         | China                   | Pod rutier și feroviar                                                                    | [ 63 ]        |
| Podul din golful Banzhou peste fluviul Yangtze (în chineză: 簰洲湾长江大桥, transliterat: Pái zhōu wān chángjiāng dàqiáo) | 950                   | 2               | 2026 | Jiayu - Wuhan, Hubei                 |                                                         | China                   |                                                                                           | [ 64 ]        |
| Podul Puzhehei peste râul Nanpan (în chineză: 南盘江普者黑大桥, transliterat: Nán pán jiāng pǔ zhě hēi dàqiáo) | 930                   | 2               | 2026 | Shedexiang, Yunnan                   |                                                         | China                   |                                                                                           | [ 65 ]        |
| Secțiunea peste Canalul de Sud a Podului de legătură Bataan–Cavite (în engleză Bataan–Cavite Interlink Bridge) | 900                   | 2               | 2029 | Cavite, Regiunea Calabarzon          |                                                         | Filipine                |                                                                                           | [ 66 ]        |
| Podul Bailizhou peste fluviul Yangtze (în chineză: 百里洲长江大桥, transliterat: Bǎi lǐ zhōu chángjiāng dàqiáo) | 890                   | 2               | 2026 | Zhijiang - Anhui, Hubei              | 30°24′52″N 111°46′55″E / 30.41444°N 111.78194°E         | China                   |                                                                                           | [ 67 ]        |
| Podul Xiangshan (în chineză: 香山大桥, transliterat: Xiāngshān dàqiáo) | 880                   | 2               | 2026 | Zhongshan, Guangdong                 |                                                         | China                   |                                                                                           | [ 68 ]        |
| Podul Internațional Gordie Howe (în engleză Gordie Howe International Bridge) | 853                   | 2               | 2025 | Detroit, Michigan - Windsor, Ontario | 42°17′15″N 83°05′52″V / 42.28750°N 83.09778°V           | Statele Unite/ · Canada |                                                                                           | [ 69 ] [ 70 ] |
| Podul Lenski (în rusă Ленский мост, transliterat: Lenski most) | 812                   | 2               | 2028 | Yakutsk, Iacuția                     | 61°47′0″N 129°41′0″E / 61.78333°N 129.68333°E           | Rusia                   |                                                                                           | [ 71 ]        |
| Podul rutier și feroviar Chizhou peste fluviul Yangtze (în chineză: 池州长江公铁大桥, transliterat: Chízhōu chángjiāng gōng tiě dàqiáo)                                                                                               | 812                   | 2               | 2026 | Chizhou, Anhui                       | 30°41′38″N 117°20′49″E / 30.69389°N 117.34694°E         | China                   | Autostrada Ningguo-Congyang, Calea ferată interurbană Hechi                               | [ 72 ]        |
| Podul rutier și feroviar Hongqili (în chineză: 洪奇沥公铁大桥, transliterat: Hóng qí lì gōng tiě dàqiáo) | 808                   | 2               | 2028 | Guangzhou-Zhongshan, Guangdong       |                                                         | China                   |                                                                                           | [ 73 ]        |
| Podul rutier și feroviar Xiazhou peste fluviul Yangtze (în chineză: 峡州长江公铁大桥, transliterat: Xiá zhōu chángjiāng gōng tiě dàqiáo)                                                                                              | 800                   | 2               |      | Yichang, Hubei                       |                                                         | China                   |                                                                                           | [ 74 ]        |
| Podul autostrăzii Liuheng (Primul pod Qinglongmen) (în chineză: 六横公路大桥, transliterat: Liù héng gōnglù dàqiáo) | 756 (x 2)             | 3               | 2028 | Ningbo-Zhoushan, Zhejiang            | 29°43′35″N 121°58′21″E / 29.7265°N 121.9726°E           | China                   | Autostrada portului Liuheng                                                               | [ 75 ]        |
| Podul Yunlu peste râul Lancang (în chineză: 云泸澜沧江大桥, transliterat: Yún lú láncāngjiāng dàqiáo) | 750                   | 2               |      | Yunlong, Yunnan                      |                                                         | China                   |                                                                                           | [ 76 ]        |
| Podul Min'an (în chineză: 闽安大桥, transliterat: Mǐn ān dàqiáo) | 716                   | 2               | 2025 | Fuzhou, Fujian                       |                                                         | China                   |                                                                                           | [ 77 ]        |
| Podul Tuwan peste râul Jialing (în chineză: 土湾嘉陵江大桥, transliterat: Tǔ wān jiālíngjiāng dàqiáo) | 690                   | 2               | 2026 | Shapingba-Jiangbei, Chongqing        |                                                         | China                   |                                                                                           | [ 78 ]        |
| Podul feroviar trans-marin al portului Xiangshan (în chineză: 象山港跨海大桥, transliterat: Xiàngshān gǎng kuà hǎi dàqiáo) | 688                   | 2               |      | Ningbo - Xiangshan, Zhejiang         | 29°37′36.7″N 121°49′2.1″E / 29.626861°N 121.817250°E    | China                   | Linia 12 de tranzit feroviar Ningbo, Calea ferată Ningbo-Xiangshan                        | [ 79 ]        |
| Podul Xinshi peste râul Jinsha (în chineză: 新市金沙江大桥, transliterat: Xīn shì jīnshā jiāng dàqiáo) | 680                   | 2               | 2025 | Pingshan, Sichuan - Suijiang, Yunnan |                                                         | China                   |                                                                                           | [ 80 ]        |
| Podul rutier și feroviar Taoyaomen (în chineză: 桃夭门公铁大桥, transliterat: Táo yāo mén gōng tiě dàqiáo) | 666                   | 2               | 2025 | Insula Cezi - Insula Fuchi, Zhejiang | 30°6′0.03″N 121°57′32.41″E / 30.1000083°N 121.9590028°E | China                   | Autostrada provincială Ningbo-Zhoushan                                                    | [ 81 ]        |
| Podul peste râul Daxi (în chineză: 大溪河大桥, transliterat: Dà xī hé dàqiáo) | 650                   | 2               | 2025 | Fengjie - Wushan, Chongqing          |                                                         | China                   |                                                                                           | [ 82 ]        |
| Podul autostrăzii Pingrong peste râul Xu (în chineză: 平容高速浔江大桥, transliterat: Píng róng gāosù xún jiāng dàqiáo) | 636                   | 2               | 2025 | Pingnan, Guangxi                     |                                                         | China                   |                                                                                           | [ 83 ]        |
| Podul Shunxing (în chineză: 顺兴大桥, transliterat: Shùn xìng dàqiáo) | 626                   | 2               | 2025 | Foshan, Guangdong                    |                                                         | China                   |                                                                                           | [ 84 ]        |
| Podul Sanjiangkou Qianjiang (în chineză: 三江口黔江大桥, transliterat: Sān jiāngkǒu qiánjiāng dàqiáo) | 618                   | 2               | 2025 | Wuxuan-Laibin, Guangxi               |                                                         | China                   |                                                                                           | [ 85 ]        |
| Podul rutier și feroviar Baishazhou peste fluviul Yangtze (în chineză: 白沙洲长江公铁大桥, transliterat: Bái shāzhōu chángjiāng gōng tiě dàqiáo)                                                                                      | 618                   | 2               |      | Wuhan, Hubei                         |                                                         | China                   |                                                                                           | [ 86 ]        |
| Podul rutier și feroviar Shituo peste fluviul Yangtze (în chineză: 石沱长江大桥, transliterat: Shí tuó chángjiāng dàqiáo) | 608                   | 2               | 2026 | Fuling, Chongqing                    |                                                         | China                   |                                                                                           | [ 87 ]        |
| Podul rutier și feroviar Dongying peste fluviul Huang (în chineză: 东营黄河公铁大桥, transliterat: Dōngyíng huánghé gōng tiě dàqiáo)                                                                                                  | 600                   | 2               |      | Dongying, Shandong                   |                                                         | China                   |                                                                                           | [ 88 ] [ 89 ] |
| Podul Msikaba (în engleză Msikaba Bridge) | 580                   | 2               |      | Provincia Eastern Cape               | 31°17′45.07″S 29°47′35.74″E / 31.2958528°S 29.7932611°E | Africa de Sud           | Drumul Național N2                                                                        | [ 90 ]        |
| Podul autostrăzii Hengqin peste râul Yu (în chineză: 横钦高速郁江大桥, transliterat: Héng qīn gāosù yùjiāng dàqiáo) | 580                   | 2               |      | Hengzhou, Guangxi                    |                                                         | China                   |                                                                                           | [ 91 ]        |
| Podul peste râul Songzi (în chineză: 松滋河大桥, transliterat: Sōng zī hé dàqiáo) | 555                   | 2               |      | Songzi, Hubei                        |                                                         | China                   |                                                                                           | [ 92 ]        |
| Podul Huangjueping peste fluviul Yangtze (în chineză: 黄桷坪长江大桥, transliterat: Huángjué píng chángjiāng dàqiáo) | 550                   | 2               |      | Jiulongpo-Nan'an, Chongqing          | 29°29′25.2″N 106°32′53.6″E / 29.490333°N 106.548222°E   | China                   |                                                                                           | [ 93 ]        |
| Al treilea pod peste Tajo (în portugheză Terceira Travessia do Tejo) | 540                   | 2               | 2034 | Lisabona                             | 38°41′44.49″N 9°5′3.55″V / 38.6956917°N 9.0843194°V     | Portugalia              |                                                                                           | [ 94 ]        |
| Al patrulea pod peste Canalul Panama (în spaniolă Cuarto puente sobre el Canal de Panamá) | 540                   | 2               | 2027 | Panama City                          | 8°56′50″N 79°34′08″W / 8.9473°N 79.56889°V              | Panama                  | Pod rutier și feroviar                                                                    | [ 95 ] [ 96 ] |
| Podul Danjiang Xiaosanxia (în chineză: 丹江小三峡大桥, transliterat: Dān jiāng xiǎo sānxiá dàqiáo) | 536                   | 2               | 2025 | Xichuan, Henan                       |                                                         | China                   |                                                                                           | [ 97 ]        |
| Podul Batam–Bintan (în indoneziană Jembatan Batam–Bintan) | 536                   | 2               | 2028 | Insula Batam – Insula Bintan         |                                                         | Indonezia               | Pod peste strâmtoarea Riau                                                                | [ 98 ]        |
| Podul secțiunii Qiji a autostrăzii Beijing-Taipei peste fluviul Huang (în chineză: 京台高速齐济段黄河特大桥, transliterat: Jīng tái gāosù qí jì duàn huánghé tèdà qiáo)                                                               | 530                   | 2               |      | Jinan-Qihe, Sichuan                  | 36°43′49″N 116°51′18″E / 36.73028°N 116.85500°E         | China                   |                                                                                           | [ 99 ]        |
| Proiectul de dezvoltare a drumului Higashi-Ogishima-Mizuemachi din zona portului Kawasaki (în japoneză 川崎港 東扇島～水江町地区臨港道路整備事業, transliterat: Kawasaki-kō Higashiōgishima ~ Mizue-chō chiku rinkō dōro seibi jigyō) | 525                   | 2               |      | Kawasaki, Prefectura Kanagawa        |                                                         | Japonia                 |                                                                                           | [ 100 ]       |
| Podul autostrăzii Anluo peste fluviul Huang (în chineză: 安罗高速黄河大桥, transliterat: Ān luó gāosù huánghé dàqiáo) | 520                   | 2               | 2025 | Yuanyang-Zhongmou, Guangdong         |                                                         | China                   |                                                                                           | [ 101 ]       |
| Podul Shili peste râul Heihui (în chineză: 诗礼黑惠江大桥, transliterat: Shī lǐ hēi huì jiāng dàqiáo) | 518                   | 2               | 2025 | Changning, Yunnan                    |                                                         | China                   |                                                                                           | [ 76 ]        |
| Proiectul podului portului Corpus Christi (în engleză Harbor Bridge Project) | 506,4                 | 2               | 2025 | Corpus Christi, Texas                | 27°48′48.55″N 97°23′56.22″V / 27.8134861°N 97.3989500°V | Statele Unite           | Autostrada 181                                                                            | [ 102 ]       |

## Lista podurilor hobanate cu cea mai mare lungime a platformei
| Legendă                                                                                                  |
| --- |
| secțiune hobanată cu deschidere maximă serie de secțiuni hobanate cu deschidere maximă secțiuni laterale |

| Imagine | Lungime platformă (m) | Nume                                    | Secțiuni (m)  | Secțiuni (m) | Secțiuni (m) | Secțiuni (m) | Secțiuni (m) | Secțiuni (m) | Secțiuni (m) | Secțiuni (m) | Secțiuni (m) | Secțiuni (m) | Secțiuni (m) | Secțiuni (m) | Secțiuni (m) | Secțiuni (m) | Secțiuni (m) | Secțiuni (m) | Secțiuni (m) | Secțiuni (m) | Secțiuni (m) | Secțiuni (m) | Secțiuni (m) | Secțiuni (m) | Secțiuni (m) | Secțiuni (m) | Secțiuni (m) | Secțiuni (m) | Secțiuni (m) | Secțiuni (m) | Secțiuni (m) | Secțiuni (m) | Secțiuni (m) | Secțiuni (m) | Secțiuni (m) | Secțiuni (m) | Secțiuni (m) | Secțiuni (m) | Secțiuni (m) | Secțiuni (m) | Secțiuni (m) | Secțiuni (m) | Secțiuni (m) | Secțiuni (m) | Secțiuni (m) | Secțiuni (m) | Secțiuni (m) | Secțiuni (m) | Secțiuni (m) | Secțiuni (m) | Secțiuni (m) | Secțiuni (m) | Secțiuni (m) | Secțiuni (m) | Secțiuni (m) | Secțiuni (m) | Secțiuni (m) | Secțiuni (m) | Secțiuni (m) | Secțiuni (m) | Secțiuni (m) | Secțiuni (m) | Secțiuni (m) | Secțiuni (m) | Secțiuni (m) | Secțiuni (m) | Secțiuni (m) | Secțiuni (m) | Secțiuni (m) | Secțiuni (m) | Secțiuni (m) | Secțiuni (m) | Secțiuni (m) | Secțiuni (m) | Secțiuni (m) | Secțiuni (m) | Secțiuni (m) | Secțiuni (m) | Secțiuni (m) | Secțiuni (m) | Secțiuni (m) | Secțiuni (m) | Secțiuni (m) | Secțiuni (m) | Secțiuni (m) | Secțiuni (m) | Secțiuni (m) | Secțiuni (m) | Secțiuni (m) | Secțiuni (m) | Secțiuni (m) | Secțiuni (m) | Secțiuni (m) | Secțiuni (m) | Secțiuni (m) | Secțiuni (m) | Secțiuni (m) | Secțiuni (m) | Secțiuni (m) | Secțiuni (m) | Secțiuni (m) | Secțiuni (m) | Secțiuni (m) | Secțiuni (m) | Secțiuni (m) | Secțiuni (m) | Secțiuni (m) | Secțiuni (m) | Secțiuni (m) | Secțiuni (m) | Secțiuni (m) | Secțiuni (m) | Secțiuni (m) | Secțiuni (m) | Secțiuni (m) | Secțiuni (m) | Secțiuni (m) | Secțiuni (m) | Secțiuni (m) | Secțiuni (m) | Secțiuni (m) | Secțiuni (m) |     |
| ------- | --------------------- | --------------------------------------- | ------------- | ------------ | ------------ | ------------ | ------------ | ------------ | ------------ | ------------ | ------------ | ------------ | ------------ | ------------ | ------------ | ------------ | ------------ | ------------ | ------------ | ------------ | ------------ | ------------ | ------------ | ------------ | ------------ | ------------ | ------------ | ------------ | ------------ | ------------ | ------------ | ------------ | ------------ | ------------ | ------------ | ------------ | ------------ | ------------ | ------------ | ------------ | ------------ | ------------ | ------------ | ------------ | ------------ | ------------ | ------------ | ------------ | ------------ | ------------ | ------------ | ------------ | ------------ | ------------ | ------------ | ------------ | ------------ | ------------ | ------------ | ------------ | ------------ | ------------ | ------------ | ------------ | ------------ | ------------ | ------------ | ------------ | ------------ | ------------ | ------------ | ------------ | ------------ | ------------ | ------------ | ------------ | ------------ | ------------ | ------------ | ------------ | ------------ | ------------ | ------------ | ------------ | ------------ | ------------ | ------------ | ------------ | ------------ | ------------ | ------------ | ------------ | ------------ | ------------ | ------------ | ------------ | ------------ | ------------ | ------------ | ------------ | ------------ | ------------ | ------------ | ------------ | ------------ | ------------ | ------------ | ------------ | ------------ | ------------ | ------------ | ------------ | ------------ | ------------ | ------------ | ------------ | ------------ | ------------ | ------------ | ------------ | ------------ | ------------ | --- |
|         | 2.540                 | Podul Jiaxing-Shaoxing [zh]             | China         | 200          | 200          | 200          | 200          | 200          | 200          | 200          | 200          | 200          | 200          | 428          | 428          | 428          | 428          | 428          | 428          | 428          | 428          | 428          | 428          | 428          | 428          | 428          | 428          | 428          | 428          | 428          | 428          | 428          | 428          | 428          | 428          | 428          | 428          | 428          | 428          | 428          | 428          | 428          | 428          | 428          | 428          | 428          | 428          | 428          | 428          | 428          | 428          | 428          | 428          | 428          | 428          | 428          | 428          | 428          | 428          | 428          | 428          | 428          | 428          | 428          | 428          | 428          | 428          | 428          | 428          | 428          | 428          | 428          | 428          | 428          | 428          | 428          | 428          | 428          | 428          | 428          | 428          | 428          | 428          | 428          | 428          | 428          | 428          | 428          | 428          | 428          | 428          | 428          | 428          | 428          | 428          | 428          | 428          | 428          | 428          | 428          | 428          | 428          | 428          | 428          | 428          | 428          | 428          | 428          | 428          | 428          | 428          | 428          | 428          | 200          | 200          | 200          | 200          | 200          | 200          | 200          | 200          | 200          | 200 |
|         | 2.460                 | Viaductul Millau [fr]                   | Franța        | 204          | 204          | 204          | 204          | 204          | 204          | 204          | 204          | 204          | 204          | 342          | 342          | 342          | 342          | 342          | 342          | 342          | 342          | 342          | 342          | 342          | 342          | 342          | 342          | 342          | 342          | 342          | 342          | 342          | 342          | 342          | 342          | 342          | 342          | 342          | 342          | 342          | 342          | 342          | 342          | 342          | 342          | 342          | 342          | 342          | 342          | 342          | 342          | 342          | 342          | 342          | 342          | 342          | 342          | 342          | 342          | 342          | 342          | 342          | 342          | 342          | 342          | 342          | 342          | 342          | 342          | 342          | 342          | 342          | 342          | 342          | 342          | 342          | 342          | 342          | 342          | 342          | 342          | 342          | 342          | 342          | 342          | 342          | 342          | 342          | 342          | 342          | 342          | 342          | 342          | 342          | 342          | 342          | 342          | 342          | 342          | 342          | 342          | 342          | 342          | 342          | 342          | 342          | 342          | 342          | 342          | 204          | 204          | 204          | 204          | 204          | 204          | 204          | 204          | 204          | 204          |              |              |              |     |
|         | 2.252                 | Podul Rio-Antirio [el]                  | Grecia        | 286          | 286          | 286          | 286          | 286          | 286          | 286          | 286          | 286          | 286          | 286          | 286          | 286          | 286          | 560          | 560          | 560          | 560          | 560          | 560          | 560          | 560          | 560          | 560          | 560          | 560          | 560          | 560          | 560          | 560          | 560          | 560          | 560          | 560          | 560          | 560          | 560          | 560          | 560          | 560          | 560          | 560          | 560          | 560          | 560          | 560          | 560          | 560          | 560          | 560          | 560          | 560          | 560          | 560          | 560          | 560          | 560          | 560          | 560          | 560          | 560          | 560          | 560          | 560          | 560          | 560          | 560          | 560          | 560          | 560          | 560          | 560          | 560          | 560          | 560          | 560          | 560          | 560          | 560          | 560          | 560          | 560          | 560          | 560          | 560          | 560          | 560          | 560          | 560          | 560          | 560          | 560          | 560          | 560          | 560          | 560          | 560          | 560          | 286          | 286          | 286          | 286          | 286          | 286          | 286          | 286          | 286          | 286          | 286          | 286          | 286          | 286          |              |              |              |              |              |              |              |     |
|         | 2.016                 | Podul Hutong Yangtze [zh]               | China         | 462          | 462          | 462          | 462          | 462          | 462          | 462          | 462          | 462          | 462          | 462          | 462          | 462          | 462          | 462          | 462          | 462          | 462          | 462          | 462          | 462          | 462          | 462          | 1.092        | 1.092        | 1.092        | 1.092        | 1.092        | 1.092        | 1.092        | 1.092        | 1.092        | 1.092        | 1.092        | 1.092        | 1.092        | 1.092        | 1.092        | 1.092        | 1.092        | 1.092        | 1.092        | 1.092        | 1.092        | 1.092        | 1.092        | 1.092        | 1.092        | 1.092        | 1.092        | 1.092        | 1.092        | 1.092        | 1.092        | 1.092        | 1.092        | 1.092        | 1.092        | 1.092        | 1.092        | 1.092        | 1.092        | 1.092        | 1.092        | 1.092        | 1.092        | 1.092        | 1.092        | 1.092        | 1.092        | 1.092        | 1.092        | 1.092        | 1.092        | 1.092        | 1.092        | 1.092        | 462          | 462          | 462          | 462          | 462          | 462          | 462          | 462          | 462          | 462          | 462          | 462          | 462          | 462          | 462          | 462          | 462          | 462          | 462          | 462          | 462          | 462          | 462          |              |              |              |              |              |              |              |              |              |              |              |              |              |              |              |              |              |              |              |     |
|         | 1.744                 | Queensferry Crossing [en]               | Regatul Unit  | 222          | 222          | 222          | 222          | 222          | 222          | 222          | 222          | 222          | 222          | 222          | 650          | 650          | 650          | 650          | 650          | 650          | 650          | 650          | 650          | 650          | 650          | 650          | 650          | 650          | 650          | 650          | 650          | 650          | 650          | 650          | 650          | 650          | 650          | 650          | 650          | 650          | 650          | 650          | 650          | 650          | 650          | 650          | 650          | 650          | 650          | 650          | 650          | 650          | 650          | 650          | 650          | 650          | 650          | 650          | 650          | 650          | 650          | 650          | 650          | 650          | 650          | 650          | 650          | 650          | 650          | 650          | 650          | 650          | 650          | 650          | 650          | 650          | 650          | 650          | 222          | 222          | 222          | 222          | 222          | 222          | 222          | 222          | 222          | 222          | 222          |              |              |              |              |              |              |              |              |              |              |              |              |              |              |              |              |              |              |              |              |              |              |              |              |              |              |              |              |              |              |              |              |              |     |
|         | 1.688                 | Podul Sutong Yangtze [zh]               | China         | 300          | 300          | 300          | 300          | 300          | 300          | 300          | 300          | 300          | 300          | 300          | 300          | 300          | 300          | 300          | 1.088        | 1.088        | 1.088        | 1.088        | 1.088        | 1.088        | 1.088        | 1.088        | 1.088        | 1.088        | 1.088        | 1.088        | 1.088        | 1.088        | 1.088        | 1.088        | 1.088        | 1.088        | 1.088        | 1.088        | 1.088        | 1.088        | 1.088        | 1.088        | 1.088        | 1.088        | 1.088        | 1.088        | 1.088        | 1.088        | 1.088        | 1.088        | 1.088        | 1.088        | 1.088        | 1.088        | 1.088        | 1.088        | 1.088        | 1.088        | 1.088        | 1.088        | 1.088        | 1.088        | 1.088        | 1.088        | 1.088        | 1.088        | 1.088        | 1.088        | 1.088        | 1.088        | 1.088        | 1.088        | 300          | 300          | 300          | 300          | 300          | 300          | 300          | 300          | 300          | 300          | 300          | 300          | 300          | 300          | 300          |              |              |              |              |              |              |              |              |              |              |              |              |              |              |              |              |              |              |              |              |              |              |              |              |              |              |              |              |              |              |              |              |              |              |              |     |
|         | 1.805                 | Podul Pelješac [hr]                     | Croația       | 130          | 130          | 130          | 130          | 130          | 130          | 130          | 285          | 285          | 285          | 285          | 285          | 285          | 285          | 285          | 285          | 285          | 285          | 285          | 285          | 285          | 285          | 285          | 285          | 285          | 285          | 285          | 285          | 285          | 285          | 285          | 285          | 285          | 285          | 285          | 285          | 285          | 285          | 285          | 285          | 285          | 285          | 285          | 285          | 285          | 285          | 285          | 285          | 285          | 285          | 285          | 285          | 285          | 285          | 285          | 285          | 285          | 285          | 285          | 285          | 285          | 285          | 285          | 285          | 285          | 285          | 285          | 285          | 285          | 285          | 285          | 285          | 285          | 285          | 285          | 285          | 285          | 130          | 130          | 130          | 130          | 130          | 130          | 130          |              |              |              |              |              |              |              |              |              |              |              |              |              |              |              |              |              |              |              |              |              |              |              |              |              |              |              |              |              |              |              |              |              |              |              |     |
|         | 1.648                 | Podul Honghe [zh]                       | China         | 162          | 162          | 162          | 162          | 162          | 162          | 162          | 162          | 500          | 500          | 500          | 500          | 500          | 500          | 500          | 500          | 500          | 500          | 500          | 500          | 500          | 500          | 500          | 500          | 500          | 500          | 500          | 500          | 500          | 500          | 500          | 500          | 500          | 162          | 162          | 162          | 162          | 162          | 162          | 162          | 162          | 162          | 162          | 162          | 162          | 162          | 162          | 162          | 162          | 500          | 500          | 500          | 500          | 500          | 500          | 500          | 500          | 500          | 500          | 500          | 500          | 500          | 500          | 500          | 500          | 500          | 500          | 500          | 500          | 500          | 500          | 500          | 500          | 500          | 162          | 162          | 162          | 162          | 162          | 162          | 162          | 162          |              |              |              |              |              |              |              |              |              |              |              |              |              |              |              |              |              |              |              |              |              |              |              |              |              |              |              |              |              |              |              |              |              |              |              |              |              |     |
|         | 1.600                 | Podul Nanjing Jiangxinzhou Yangtze [zh] | China         | 200          | 200          | 200          | 200          | 200          | 200          | 200          | 200          | 200          | 600          | 600          | 600          | 600          | 600          | 600          | 600          | 600          | 600          | 600          | 600          | 600          | 600          | 600          | 600          | 600          | 600          | 600          | 600          | 600          | 600          | 600          | 600          | 600          | 600          | 600          | 600          | 600          | 600          | 600          | 600          | 600          | 600          | 600          | 600          | 600          | 600          | 600          | 600          | 600          | 600          | 600          | 600          | 600          | 600          | 600          | 600          | 600          | 600          | 600          | 600          | 600          | 600          | 600          | 600          | 600          | 600          | 600          | 600          | 600          | 200          | 200          | 200          | 200          | 200          | 200          | 200          | 200          | 200          |              |              |              |              |              |              |              |              |              |              |              |              |              |              |              |              |              |              |              |              |              |              |              |              |              |              |              |              |              |              |              |              |              |              |              |              |              |              |              |              |              |     |
|         | 1.552                 | Podul Erqi Yangtze [zh]                 | China         | 160          | 160          | 160          | 160          | 160          | 160          | 160          | 160          | 616          | 616          | 616          | 616          | 616          | 616          | 616          | 616          | 616          | 616          | 616          | 616          | 616          | 616          | 616          | 616          | 616          | 616          | 616          | 616          | 616          | 616          | 616          | 616          | 616          | 616          | 616          | 616          | 616          | 616          | 616          | 616          | 616          | 616          | 616          | 616          | 616          | 616          | 616          | 616          | 616          | 616          | 616          | 616          | 616          | 616          | 616          | 616          | 616          | 616          | 616          | 616          | 616          | 616          | 616          | 616          | 616          | 616          | 616          | 616          | 616          | 616          | 160          | 160          | 160          | 160          | 160          | 160          | 160          | 160          |              |              |              |              |              |              |              |              |              |              |              |              |              |              |              |              |              |              |              |              |              |              |              |              |              |              |              |              |              |              |              |              |              |              |              |              |              |              |              |              |              |     |
|         | 1.500                 | Podul Nhật Tân [vi]                     | Vietnam       | 150          | 150          | 150          | 150          | 150          | 150          | 150          | 300          | 300          | 300          | 300          | 300          | 300          | 300          | 300          | 300          | 300          | 300          | 300          | 300          | 300          | 300          | 300          | 300          | 300          | 300          | 300          | 300          | 300          | 300          | 300          | 300          | 300          | 300          | 300          | 300          | 300          | 300          | 300          | 300          | 300          | 300          | 300          | 300          | 300          | 300          | 300          | 300          | 300          | 300          | 300          | 300          | 300          | 300          | 300          | 300          | 300          | 300          | 300          | 300          | 300          | 300          | 300          | 300          | 300          | 300          | 300          | 150          | 150          | 150          | 150          | 150          | 150          | 150          |              |              |              |              |              |              |              |              |              |              |              |              |              |              |              |              |              |              |              |              |              |              |              |              |              |              |              |              |              |              |              |              |              |              |              |              |              |              |              |              |              |              |              |              |              |     |
|         | 1.500                 | Podul Pingtang [zh]                     | China         | 200          | 200          | 200          | 200          | 200          | 200          | 200          | 200          | 200          | 200          | 550          | 550          | 550          | 550          | 550          | 550          | 550          | 550          | 550          | 550          | 550          | 550          | 550          | 550          | 550          | 550          | 550          | 550          | 550          | 550          | 550          | 550          | 550          | 550          | 550          | 550          | 550          | 550          | 550          | 550          | 550          | 550          | 550          | 550          | 550          | 550          | 550          | 550          | 550          | 550          | 550          | 550          | 550          | 550          | 550          | 550          | 550          | 550          | 550          | 550          | 550          | 550          | 550          | 550          | 200          | 200          | 200          | 200          | 200          | 200          | 200          | 200          | 200          | 200          |              |              |              |              |              |              |              |              |              |              |              |              |              |              |              |              |              |              |              |              |              |              |              |              |              |              |              |              |              |              |              |              |              |              |              |              |              |              |              |              |              |              |              |              |              |     |
|         | 1.495                 | Podul General Rafael Urdaneta [es]      | Venezuela     | 160          | 160          | 160          | 160          | 160          | 160          | 160          | 160          | 235          | 235          | 235          | 235          | 235          | 235          | 235          | 235          | 235          | 235          | 235          | 235          | 235          | 235          | 235          | 235          | 235          | 235          | 235          | 235          | 235          | 235          | 235          | 235          | 235          | 235          | 235          | 235          | 235          | 235          | 235          | 235          | 235          | 235          | 235          | 235          | 235          | 235          | 235          | 235          | 235          | 235          | 235          | 235          | 235          | 235          | 235          | 235          | 235          | 235          | 235          | 235          | 235          | 235          | 235          | 160          | 160          | 160          | 160          | 160          | 160          | 160          | 160          |              |              |              |              |              |              |              |              |              |              |              |              |              |              |              |              |              |              |              |              |              |              |              |              |              |              |              |              |              |              |              |              |              |              |              |              |              |              |              |              |              |              |              |              |              |              |              |              |     |
|         | 1.470                 | Podul Chishi [zh]                       | China         | 165          | 165          | 165          | 165          | 165          | 165          | 165          | 165          | 380          | 380          | 380          | 380          | 380          | 380          | 380          | 380          | 380          | 380          | 380          | 380          | 380          | 380          | 380          | 380          | 380          | 380          | 380          | 380          | 380          | 380          | 380          | 380          | 380          | 380          | 380          | 380          | 380          | 380          | 380          | 380          | 380          | 380          | 380          | 380          | 380          | 380          | 380          | 380          | 380          | 380          | 380          | 380          | 380          | 380          | 380          | 380          | 380          | 380          | 380          | 380          | 380          | 380          | 165          | 165          | 165          | 165          | 165          | 165          | 165          | 165          |              |              |              |              |              |              |              |              |              |              |              |              |              |              |              |              |              |              |              |              |              |              |              |              |              |              |              |              |              |              |              |              |              |              |              |              |              |              |              |              |              |              |              |              |              |              |              |              |              |     |
|         | 1.422                 | Al doilea pod Wuhu Yangtze [zh]         | China         | 308          | 308          | 308          | 308          | 308          | 308          | 308          | 308          | 308          | 308          | 308          | 308          | 308          | 308          | 806          | 806          | 806          | 806          | 806          | 806          | 806          | 806          | 806          | 806          | 806          | 806          | 806          | 806          | 806          | 806          | 806          | 806          | 806          | 806          | 806          | 806          | 806          | 806          | 806          | 806          | 806          | 806          | 806          | 806          | 806          | 806          | 806          | 806          | 806          | 806          | 806          | 806          | 806          | 806          | 308          | 308          | 308          | 308          | 308          | 308          | 308          | 308          | 308          | 308          | 308          | 308          | 308          | 308          |              |              |              |              |              |              |              |              |              |              |              |              |              |              |              |              |              |              |              |              |              |              |              |              |              |              |              |              |              |              |              |              |              |              |              |              |              |              |              |              |              |              |              |              |              |              |              |              |              |              |              |     |
|         | 1.323                 | Podul Jiayu Yangtze [zh]                | China         | 73           | 73           | 73           | 73           | 920          | 920          | 920          | 920          | 920          | 920          | 920          | 920          | 920          | 920          | 920          | 920          | 920          | 920          | 920          | 920          | 920          | 920          | 920          | 920          | 920          | 920          | 920          | 920          | 920          | 920          | 920          | 920          | 920          | 920          | 920          | 920          | 920          | 920          | 920          | 920          | 920          | 920          | 920          | 920          | 920          | 920          | 920          | 920          | 920          | 920          | 330          | 330          | 330          | 330          | 330          | 330          | 330          | 330          | 330          | 330          | 330          | 330          | 330          | 330          | 330          | 330          |              |              |              |              |              |              |              |              |              |              |              |              |              |              |              |              |              |              |              |              |              |              |              |              |              |              |              |              |              |              |              |              |              |              |              |              |              |              |              |              |              |              |              |              |              |              |              |              |              |              |              |              |              |     |
|         | 1.320                 | Podul Incheon [ko]                      | Coreea de Sud | 260          | 260          | 260          | 260          | 260          | 260          | 260          | 260          | 260          | 260          | 260          | 260          | 260          | 800          | 800          | 800          | 800          | 800          | 800          | 800          | 800          | 800          | 800          | 800          | 800          | 800          | 800          | 800          | 800          | 800          | 800          | 800          | 800          | 800          | 800          | 800          | 800          | 800          | 800          | 800          | 800          | 800          | 800          | 800          | 800          | 800          | 800          | 800          | 800          | 800          | 800          | 800          | 800          | 260          | 260          | 260          | 260          | 260          | 260          | 260          | 260          | 260          | 260          | 260          | 260          | 260          |              |              |              |              |              |              |              |              |              |              |              |              |              |              |              |              |              |              |              |              |              |              |              |              |              |              |              |              |              |              |              |              |              |              |              |              |              |              |              |              |              |              |              |              |              |              |              |              |              |              |              |              |              |     |
|         | 1.312                 | Podul Tatara [ja]                       | Japonia       | 164          | 164          | 164          | 164          | 164          | 164          | 164          | 164          | 890          | 890          | 890          | 890          | 890          | 890          | 890          | 890          | 890          | 890          | 890          | 890          | 890          | 890          | 890          | 890          | 890          | 890          | 890          | 890          | 890          | 890          | 890          | 890          | 890          | 890          | 890          | 890          | 890          | 890          | 890          | 890          | 890          | 890          | 890          | 890          | 890          | 890          | 890          | 890          | 890          | 890          | 890          | 890          | 258          | 258          | 258          | 258          | 258          | 258          | 258          | 258          | 258          | 258          | 258          | 258          |              |              |              |              |              |              |              |              |              |              |              |              |              |              |              |              |              |              |              |              |              |              |              |              |              |              |              |              |              |              |              |              |              |              |              |              |              |              |              |              |              |              |              |              |              |              |              |              |              |              |              |              |              |              |              |     |
|         | 1.310                 | Podul Zhuankou Yangtze [zh]             | China         | 275          | 275          | 275          | 275          | 275          | 275          | 275          | 275          | 275          | 275          | 275          | 275          | 275          | 760          | 760          | 760          | 760          | 760          | 760          | 760          | 760          | 760          | 760          | 760          | 760          | 760          | 760          | 760          | 760          | 760          | 760          | 760          | 760          | 760          | 760          | 760          | 760          | 760          | 760          | 760          | 760          | 760          | 760          | 760          | 760          | 760          | 760          | 760          | 760          | 760          | 760          | 275          | 275          | 275          | 275          | 275          | 275          | 275          | 275          | 275          | 275          | 275          | 275          | 275          |              |              |              |              |              |              |              |              |              |              |              |              |              |              |              |              |              |              |              |              |              |              |              |              |              |              |              |              |              |              |              |              |              |              |              |              |              |              |              |              |              |              |              |              |              |              |              |              |              |              |              |              |              |              |              |     |
|         | 1.278                 | Podul Chizhou Yangtze [zh]              | China         | 170          | 170          | 170          | 170          | 170          | 170          | 170          | 170          | 828          | 828          | 828          | 828          | 828          | 828          | 828          | 828          | 828          | 828          | 828          | 828          | 828          | 828          | 828          | 828          | 828          | 828          | 828          | 828          | 828          | 828          | 828          | 828          | 828          | 828          | 828          | 828          | 828          | 828          | 828          | 828          | 828          | 828          | 828          | 828          | 828          | 828          | 828          | 828          | 828          | 280          | 280          | 280          | 280          | 280          | 280          | 280          | 280          | 280          | 280          | 280          | 280          | 280          | 280          |              |              |              |              |              |              |              |              |              |              |              |              |              |              |              |              |              |              |              |              |              |              |              |              |              |              |              |              |              |              |              |              |              |              |              |              |              |              |              |              |              |              |              |              |              |              |              |              |              |              |              |              |              |              |              |              |     |
|         | 1.272                 | Podul Russki [ru]                       | Rusia         | 84           | 84           | 84           | 84           | 1.104        | 1.104        | 1.104        | 1.104        | 1.104        | 1.104        | 1.104        | 1.104        | 1.104        | 1.104        | 1.104        | 1.104        | 1.104        | 1.104        | 1.104        | 1.104        | 1.104        | 1.104        | 1.104        | 1.104        | 1.104        | 1.104        | 1.104        | 1.104        | 1.104        | 1.104        | 1.104        | 1.104        | 1.104        | 1.104        | 1.104        | 1.104        | 1.104        | 1.104        | 1.104        | 1.104        | 1.104        | 1.104        | 1.104        | 1.104        | 1.104        | 1.104        | 1.104        | 1.104        | 1.104        | 1.104        | 1.104        | 1.104        | 1.104        | 1.104        | 1.104        | 1.104        | 1.104        | 1.104        | 1.104        | 84           | 84           | 84           | 84           |              |              |              |              |              |              |              |              |              |              |              |              |              |              |              |              |              |              |              |              |              |              |              |              |              |              |              |              |              |              |              |              |              |              |              |              |              |              |              |              |              |              |              |              |              |              |              |              |              |              |              |              |              |              |              |              |     |
|         | 1.246                 | Podul Shanghai Yangtze [zh]             | China         | 258          | 258          | 258          | 258          | 258          | 258          | 258          | 258          | 258          | 258          | 258          | 258          | 730          | 730          | 730          | 730          | 730          | 730          | 730          | 730          | 730          | 730          | 730          | 730          | 730          | 730          | 730          | 730          | 730          | 730          | 730          | 730          | 730          | 730          | 730          | 730          | 730          | 730          | 730          | 730          | 730          | 730          | 730          | 730          | 730          | 730          | 730          | 730          | 258          | 258          | 258          | 258          | 258          | 258          | 258          | 258          | 258          | 258          | 258          | 258          |              |              |              |              |              |              |              |              |              |              |              |              |              |              |              |              |              |              |              |              |              |              |              |              |              |              |              |              |              |              |              |              |              |              |              |              |              |              |              |              |              |              |              |              |              |              |              |              |              |              |              |              |              |              |              |              |              |              |              |     |
|         | 1.240                 | Podul Xiamen Zhangzhou [zh]             | China         | 230          | 230          | 230          | 230          | 230          | 230          | 230          | 230          | 230          | 230          | 230          | 780          | 780          | 780          | 780          | 780          | 780          | 780          | 780          | 780          | 780          | 780          | 780          | 780          | 780          | 780          | 780          | 780          | 780          | 780          | 780          | 780          | 780          | 780          | 780          | 780          | 780          | 780          | 780          | 780          | 780          | 780          | 780          | 780          | 780          | 780          | 780          | 780          | 780          | 230          | 230          | 230          | 230          | 230          | 230          | 230          | 230          | 230          | 230          | 230          |              |              |              |              |              |              |              |              |              |              |              |              |              |              |              |              |              |              |              |              |              |              |              |              |              |              |              |              |              |              |              |              |              |              |              |              |              |              |              |              |              |              |              |              |              |              |              |              |              |              |              |              |              |              |              |              |              |              |              |     |
|         | 1.234                 | Podul Qingshan Yangtze [zh]             | China         | 148          | 148          | 148          | 148          | 148          | 148          | 148          | 938          | 938          | 938          | 938          | 938          | 938          | 938          | 938          | 938          | 938          | 938          | 938          | 938          | 938          | 938          | 938          | 938          | 938          | 938          | 938          | 938          | 938          | 938          | 938          | 938          | 938          | 938          | 938          | 938          | 938          | 938          | 938          | 938          | 938          | 938          | 938          | 938          | 938          | 938          | 938          | 938          | 938          | 938          | 938          | 938          | 938          | 148          | 148          | 148          | 148          | 148          | 148          | 148          |              |              |              |              |              |              |              |              |              |              |              |              |              |              |              |              |              |              |              |              |              |              |              |              |              |              |              |              |              |              |              |              |              |              |              |              |              |              |              |              |              |              |              |              |              |              |              |              |              |              |              |              |              |              |              |              |              |              |              |     |
|         | 1.212                 | Podul portului Xiangshan [zh]           | China         | 262          | 262          | 262          | 262          | 262          | 262          | 262          | 262          | 262          | 262          | 262          | 262          | 262          | 688          | 688          | 688          | 688          | 688          | 688          | 688          | 688          | 688          | 688          | 688          | 688          | 688          | 688          | 688          | 688          | 688          | 688          | 688          | 688          | 688          | 688          | 688          | 688          | 688          | 688          | 688          | 688          | 688          | 688          | 688          | 688          | 688          | 688          | 262          | 262          | 262          | 262          | 262          | 262          | 262          | 262          | 262          | 262          | 262          | 262          | 262          |              |              |              |              |              |              |              |              |              |              |              |              |              |              |              |              |              |              |              |              |              |              |              |              |              |              |              |              |              |              |              |              |              |              |              |              |              |              |              |              |              |              |              |              |              |              |              |              |              |              |              |              |              |              |              |              |              |              |              |     |
|         | 1.194                 | Podul Jingyue Yangtze [zh]              | China         | 80           | 80           | 80           | 80           | 816          | 816          | 816          | 816          | 816          | 816          | 816          | 816          | 816          | 816          | 816          | 816          | 816          | 816          | 816          | 816          | 816          | 816          | 816          | 816          | 816          | 816          | 816          | 816          | 816          | 816          | 816          | 816          | 816          | 816          | 816          | 816          | 816          | 816          | 816          | 816          | 816          | 816          | 816          | 816          | 816          | 298          | 298          | 298          | 298          | 298          | 298          | 298          | 298          | 298          | 298          | 298          | 298          | 298          | 298          |              |              |              |              |              |              |              |              |              |              |              |              |              |              |              |              |              |              |              |              |              |              |              |              |              |              |              |              |              |              |              |              |              |              |              |              |              |              |              |              |              |              |              |              |              |              |              |              |              |              |              |              |              |              |              |              |              |              |              |              |     |
|         | 1.190                 | Podul Shishou Yangtze [zh]              | China         | 80           | 80           | 80           | 80           | 820          | 820          | 820          | 820          | 820          | 820          | 820          | 820          | 820          | 820          | 820          | 820          | 820          | 820          | 820          | 820          | 820          | 820          | 820          | 820          | 820          | 820          | 820          | 820          | 820          | 820          | 820          | 820          | 820          | 820          | 820          | 820          | 820          | 820          | 820          | 820          | 820          | 820          | 820          | 820          | 820          | 290          | 290          | 290          | 290          | 290          | 290          | 290          | 290          | 290          | 290          | 290          | 290          | 290          | 290          |              |              |              |              |              |              |              |              |              |              |              |              |              |              |              |              |              |              |              |              |              |              |              |              |              |              |              |              |              |              |              |              |              |              |              |              |              |              |              |              |              |              |              |              |              |              |              |              |              |              |              |              |              |              |              |              |              |              |              |              |     |
|         | 1.178                 | Podul Stonecutters [zh]                 | Hong Kong     | 80           | 80           | 80           | 80           | 1.018        | 1.018        | 1.018        | 1.018        | 1.018        | 1.018        | 1.018        | 1.018        | 1.018        | 1.018        | 1.018        | 1.018        | 1.018        | 1.018        | 1.018        | 1.018        | 1.018        | 1.018        | 1.018        | 1.018        | 1.018        | 1.018        | 1.018        | 1.018        | 1.018        | 1.018        | 1.018        | 1.018        | 1.018        | 1.018        | 1.018        | 1.018        | 1.018        | 1.018        | 1.018        | 1.018        | 1.018        | 1.018        | 1.018        | 1.018        | 1.018        | 1.018        | 1.018        | 1.018        | 1.018        | 1.018        | 1.018        | 1.018        | 1.018        | 1.018        | 80           | 80           | 80           | 80           |              |              |              |              |              |              |              |              |              |              |              |              |              |              |              |              |              |              |              |              |              |              |              |              |              |              |              |              |              |              |              |              |              |              |              |              |              |              |              |              |              |              |              |              |              |              |              |              |              |              |              |              |              |              |              |              |              |              |              |              |              |     |
|         | 1.177                 | Podul Ting Kau [zh]                     | Hong Kong     | 127          | 127          | 127          | 127          | 127          | 127          | 448          | 448          | 448          | 448          | 448          | 448          | 448          | 448          | 448          | 448          | 448          | 448          | 448          | 448          | 448          | 448          | 448          | 448          | 448          | 448          | 448          | 448          | 475          | 475          | 475          | 475          | 475          | 475          | 475          | 475          | 475          | 475          | 475          | 475          | 475          | 475          | 475          | 475          | 475          | 475          | 475          | 475          | 475          | 475          | 475          | 127          | 127          | 127          | 127          | 127          | 127          |              |              |              |              |              |              |              |              |              |              |              |              |              |              |              |              |              |              |              |              |              |              |              |              |              |              |              |              |              |              |              |              |              |              |              |              |              |              |              |              |              |              |              |              |              |              |              |              |              |              |              |              |              |              |              |              |              |              |              |              |              |              |     |
|         | 1.170                 | Podul Meikō chūō [ja]                   | Japonia       | 290          | 290          | 290          | 290          | 290          | 290          | 290          | 290          | 290          | 290          | 290          | 290          | 290          | 290          | 590          | 590          | 590          | 590          | 590          | 590          | 590          | 590          | 590          | 590          | 590          | 590          | 590          | 590          | 590          | 590          | 590          | 590          | 590          | 590          | 590          | 590          | 590          | 590          | 590          | 590          | 590          | 590          | 590          | 290          | 290          | 290          | 290          | 290          | 290          | 290          | 290          | 290          | 290          | 290          | 290          | 290          | 290          |              |              |              |              |              |              |              |              |              |              |              |              |              |              |              |              |              |              |              |              |              |              |              |              |              |              |              |              |              |              |              |              |              |              |              |              |              |              |              |              |              |              |              |              |              |              |              |              |              |              |              |              |              |              |              |              |              |              |              |              |              |              |     |
|         | 1.170                 | Podul Baijusi Yangtze [zh]              | China         | 255          | 255          | 255          | 255          | 255          | 255          | 255          | 255          | 255          | 255          | 255          | 255          | 660          | 660          | 660          | 660          | 660          | 660          | 660          | 660          | 660          | 660          | 660          | 660          | 660          | 660          | 660          | 660          | 660          | 660          | 660          | 660          | 660          | 660          | 660          | 660          | 660          | 660          | 660          | 660          | 660          | 660          | 660          | 660          | 660          | 255          | 255          | 255          | 255          | 255          | 255          | 255          | 255          | 255          | 255          | 255          | 255          |              |              |              |              |              |              |              |              |              |              |              |              |              |              |              |              |              |              |              |              |              |              |              |              |              |              |              |              |              |              |              |              |              |              |              |              |              |              |              |              |              |              |              |              |              |              |              |              |              |              |              |              |              |              |              |              |              |              |              |              |              |              |     |
|         | 1.158                 | Podul Nanjing Dashengguan Yangtze [zh]  | China         | 255          | 255          | 255          | 255          | 255          | 255          | 255          | 255          | 255          | 255          | 255          | 255          | 648          | 648          | 648          | 648          | 648          | 648          | 648          | 648          | 648          | 648          | 648          | 648          | 648          | 648          | 648          | 648          | 648          | 648          | 648          | 648          | 648          | 648          | 648          | 648          | 648          | 648          | 648          | 648          | 648          | 648          | 648          | 648          | 255          | 255          | 255          | 255          | 255          | 255          | 255          | 255          | 255          | 255          | 255          | 255          |              |              |              |              |              |              |              |              |              |              |              |              |              |              |              |              |              |              |              |              |              |              |              |              |              |              |              |              |              |              |              |              |              |              |              |              |              |              |              |              |              |              |              |              |              |              |              |              |              |              |              |              |              |              |              |              |              |              |              |              |              |              |              |     |
|         | 1.136                 | Podul Jiujiang Yangtze [zh]             | China         | 84           | 84           | 84           | 84           | 818          | 818          | 818          | 818          | 818          | 818          | 818          | 818          | 818          | 818          | 818          | 818          | 818          | 818          | 818          | 818          | 818          | 818          | 818          | 818          | 818          | 818          | 818          | 818          | 818          | 818          | 818          | 818          | 818          | 818          | 818          | 818          | 818          | 818          | 818          | 818          | 818          | 818          | 818          | 818          | 234          | 234          | 234          | 234          | 234          | 234          | 234          | 234          | 234          | 234          | 234          |              |              |              |              |              |              |              |              |              |              |              |              |              |              |              |              |              |              |              |              |              |              |              |              |              |              |              |              |              |              |              |              |              |              |              |              |              |              |              |              |              |              |              |              |              |              |              |              |              |              |              |              |              |              |              |              |              |              |              |              |              |              |              |              |     |
|         | 1.128                 | Podul Wuxue Yangtze [zh]                | China         | 290          | 290          | 290          | 290          | 290          | 290          | 290          | 290          | 290          | 290          | 290          | 290          | 290          | 290          | 768          | 768          | 768          | 768          | 768          | 768          | 768          | 768          | 768          | 768          | 768          | 768          | 768          | 768          | 768          | 768          | 768          | 768          | 768          | 768          | 768          | 768          | 768          | 768          | 768          | 768          | 768          | 768          | 768          | 768          | 768          | 768          | 768          | 768          | 768          | 768          | 768          | 768          | 70           | 70           | 70           |              |              |              |              |              |              |              |              |              |              |              |              |              |              |              |              |              |              |              |              |              |              |              |              |              |              |              |              |              |              |              |              |              |              |              |              |              |              |              |              |              |              |              |              |              |              |              |              |              |              |              |              |              |              |              |              |              |              |              |              |              |              |              |              |     |
|         | 1.110                 | Al doilea pod Tongling Yangtze [zh]     | China         | 240          | 240          | 240          | 240          | 240          | 240          | 240          | 240          | 240          | 240          | 240          | 240          | 630          | 630          | 630          | 630          | 630          | 630          | 630          | 630          | 630          | 630          | 630          | 630          | 630          | 630          | 630          | 630          | 630          | 630          | 630          | 630          | 630          | 630          | 630          | 630          | 630          | 630          | 630          | 630          | 630          | 630          | 630          | 240          | 240          | 240          | 240          | 240          | 240          | 240          | 240          | 240          | 240          | 240          | 240          |              |              |              |              |              |              |              |              |              |              |              |              |              |              |              |              |              |              |              |              |              |              |              |              |              |              |              |              |              |              |              |              |              |              |              |              |              |              |              |              |              |              |              |              |              |              |              |              |              |              |              |              |              |              |              |              |              |              |              |              |              |              |              |              |     |

## Cronologia podurilor hobanate cu cea mai mare deschidere maximă
| Perioadă      | Imagine | Nume                                                                                                | Locație                       | Țară          | Deschidere maximă (m) | Observații                                                        | Note             |
|               |         | |                               |               |                       |                                                                   |                  |
| ------------- | ------- | --------------------------------------------------------------------------------------------------- | ----------------------------- | ------------- | --------------------- | ----------------------------------------------------------------- | ---------------- |
| 1871– 1885    |         | Podul vechi Redheugh (în engleză Old Redheugh Bridge)                                               | Newcastle upon Tyne           | Regatul Unit  | 73                    | pod peste râul Tyne, distrus în 1885, reconstruit în 1897 și 1980 | [ S 46 ] [ 103 ] |
| 1885– 1891    |         | Podul Jern (în suedeză Järnbron)                                                                    | Uppsala                       | Suedia        | 35                    | pod peste râul Fyris                                              | [ S 47 ]         |
| 1891– 1914    |         | Podul Bluff Dale (în engleză Bluff Dale Bridge)                                                     | Bluff Dale, Texas             | Statele Unite | 43                    | pod peste râul Paluxy                                             | [ S 48 ]         |
| 1914– 1922    |         | Podul Kaihihi Stream Bridge (în engleză Kaihihi Stream Bridge)                                      | Ōkato, Insula de Nord         | Noua Zeelandă | 52                    | pod pietonal                                                      | [ S 49 ]         |
| 1922– 1926    |         | Podul Tauranga (în engleză Tauranga Bridge)                                                         | Ōpōtiki, Insula de Nord       | Noua Zeelandă | 58                    | pod peste râul Waioeka                                            | [ S 50 ]         |
| 1926– 1952    |         | Apeductul Tempul (în spaniolă Acueducto de Tempul)                                                  | Jerez de la Frontera          | Spania        | 60                    | apeduct peste râul Guadalete                                      | [ S 51 ]         |
| 1952– 1956    |         | Podul Donzère-Mondragon (în franceză Pont de Donzère-Mondragon)                                     | Pierrelatte                   | Franța        | 81                    | pod peste canalul Donzère-Mondragon                               | [ S 52 ]         |
| 1956– 1957    |         | Podul Strömsund (în suedeză Strömsundsbron)                                                         | Strömsund                     | Suedia        | 182                   | pod peste sistemul hidrografic extensiv Ströms vattudal           | [ S 53 ]         |
| 1957– 1959    |         | Podul Theodor Heuss (în germană Theodor-Heuss-Brücke)                                               | Düsseldorf                    | Germania      | 260                   | pod peste fluviul Rin                                             | [ S 54 ]         |
| 1959– 1969    |         | Podul Severin (în germană Severinsbrücke)                                                           | Köln                          | Germania      | 302                   | pod peste fluviul Rin                                             | [ S 55 ]         |
| 1969– 1971    |         | Podul Knie peste Rin (în germană Rheinkniebrücke)                                                   | Düsseldorf                    | Germania      | 319                   | pod peste fluviul Rin                                             | [ S 56 ]         |
| 1971– 1974    |         | Podul vechi Neuenkamp peste Rin (în germană Alten Rheinbrücke Neuenkamp)                            | Duisburg                      | Germania      | 350                   | pod peste fluviul Rin                                             | [ S 57 ]         |
| 1974– 1983    |         | Podul Saint-Nazaire (în franceză Pont de Saint-Nazaire)                                             | Saint-Nazaire                 | Franța        | 404                   | pod peste râul Loire                                              | [ S 58 ]         |
| 1983– 1986    |         | Podul Inginer Carlos Fernández Casado (în spaniolă Puente Ingeniero Carlos Fernández Casado)        | León                          | Spania        | 440                   | pod peste lacul de acumulare Barrios de Luna                      | [ S 59 ]         |
| 1986– 1991    |         | Podul Alex Fraser (în engleză Alex Fraser Bridge)                                                   | Vancouver                     | Canada        | 465                   | pod peste râul Fraser                                             | [ S 60 ]         |
| 1991– 1993    |         | Podul Skarnsund (în norvegiană Skarnsundbrua)                                                       | Inderøy                       | Norvegia      | 530                   | pod peste strâmtoarea Skarnsundet                                 | [ S 35 ]         |
| 1993– 1995    |         | Podul Yangpu (în chineză: 杨浦大桥, transliterat: Yángpǔ dàqiáo)                                    | Shanghai                      | China         | 602                   | pod peste râul Huangpu                                            | [ S 25 ]         |
| 1995– 1999    |         | Podul Normandiei (în franceză Pont de Normandie)                                                    | Le Havre                      | Franța        | 856                   | pod peste fluviul Sena                                            | [ S 7 ]          |
| 1999– 2008    |         | Podul Tatara (în japoneză 多々羅大橋, transliterat: Tatara ōhashi)                                  | Imabari                       | Japonia       | 890                   | pod peste Marea Interioară Seto                                   | [ S 6 ]          |
| 2008– 2012    |         | Podul Sutong Yangtze (în chineză: 苏通长江公路大桥, transliterat: Sū tōng chángjiāng gōnglù dàqiáo) | Nantong - Changsu, Jiangsu    | China         | 1.088                 | pod peste fluviul Yangtze                                         | [ S 3 ]          |
| 2012– prezent |         | Podul Russki (în rusă Русский мост, transliterat: Russki most)                                      | Vladivostok, Ținutul Primorie | Rusia         | 1.104                 | pod peste strâmtoarea Bosforul de Est                             | [ S 1 ]          |